# Слободской
Слободско́й — город в Кировской области России. Административный центр Слободского района, в который не входит. Город с 4 сельскими населёнными пунктами образует одноимённый городской округ. Входит в агломерацию Кирова.
Среди вятских городов выделяется сохранностью архитектурного наследия, цельной исторической городской средой и удачным местоположением. Родина известного писателя Александра Грина.

## География
Город расположен на правом берегу реки Вятки, в 35 км к востоку от Кирова на федеральной трассе Р-243 Кострома — Шарья — Киров — Пермь.
Территория городского округа город Слободской в настоящее время составляет 49,6 км² и по площади уступает только областному центру — Кирову и Кирово-Чепецку.

## История
По данным археологии, древнейшая часть укреплений поселения на месте Слободского может быть отнесена к XIII—XIV векам. В XV—XVI веках на их месте был возведён земляной вал. Это совпадает с превращением поселения в Слободской верхний городок, впервые упомянутый в 1489 году в Едемском летописце в связи со взятием города московским войском в ходе похода на Вятку.
Краевед А. В. Рева утверждает, что уже к 1361 году Слободской занимал прочную позицию в регионе. Это связано с переселением части булгар в соседнее Карино. Тот факт, что привыкшие к просторам степей булгары выбрали такое место для поселения означает, что Слободской имел большое влияние к тому времени.

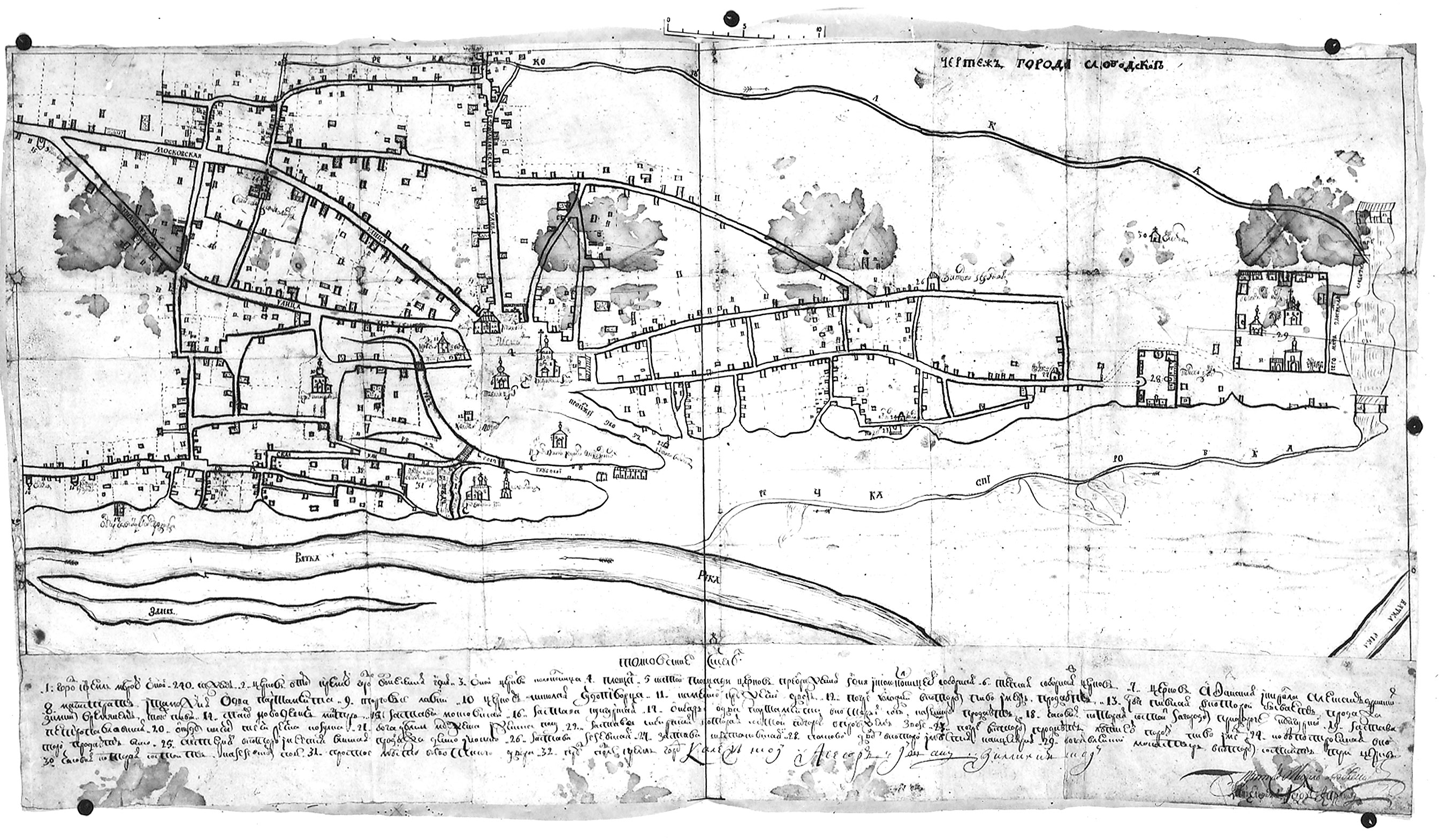
Старейший из сохранившихся планов города

Окружающая местность была весьма благоприятна для жизни. Здесь легко было оборонять город, выращивать хлеб, вокруг произрастал густой лес откуда можно было взять материалы для строительства. Улицы города были веером устремлены к центральной площади, строительство велось по принципу наиболее удобного нахождения для усадеб, которые затем соединялись улицами и формировали будущие кварталы.
В 1505 году о поселении появляется запись в московской грамоте слобожанам о присылке к ним нового наместника взамен прежнего; эта дата считается годом основания Слободского. Спокойный и деловой тон грамоты, отсутствие мелочных указаний говорит о том, что уже в 1505 году в Слободском была развита система самостоятельного управления.
В грамотах первой половины XVI века наряду с названием Слободской встречается также Слободской город верхний. Предание записанное в книге Вештомова, повествует о новгородской дружине, которая в поисках места для поселения направилась из Устюга на восток, дошла до реки Летки и спустилась по ней на плотах до самого устья, где на правом берегу Вятки построила город Шестаков. Часть жителей Шестакова отплыла по течению реки и в 20-ти вёрстах ниже основала поселение, названное Слободою. Однако новые исследования опровергают это сообщение, и приводят сведения, что Шестаков был построен в 1542—1546 годах частью самочинно переселившихся жителей Слободского верхнего городка. Предание, видимо, отражает факт заселения местности в районе Слободского устюжанами после вывода в 1489 года части прежнего населения вятских городов.

### Первая городская застройка

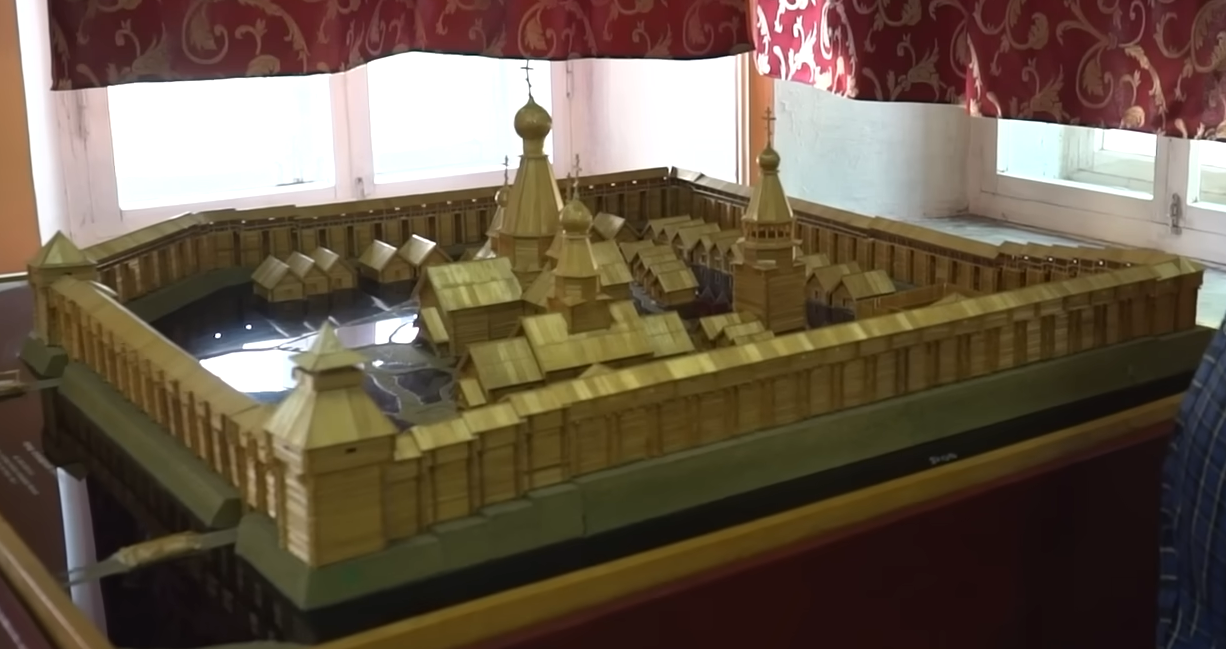
Макет слободского кремля в краеведческом музее

Археолог Л. Д. Макаров относит первые крепостные сооружения города к XIII веку. В дальнейшем они 8 раз перестраивались и обновлялись. Место, выбранное для постройки Слободской крепости её основателями, отвечало всем необходимым требованиям того времени. Высокий крутой берег Вятки защищал от паводковых вод и нападения врагов. Северной границей крепости служил крутой овраг. С юга и юго-запада были вырыты рвы и насыпан земляной вал. Кремль-детинец окружала деревянная срубная стена. Крепость имела форму неправильного четырёхугольника; стена, подчиняясь рисунку рельефа местности, тянулась на 275 сажен (600 м) и состояла из 200 городен — впритык поставленных срубов и 4 сторожевых башен. В двух из них были устроены проездные ворота. Рядом с кремлём располагался отдельный огражденный посад (Острог) — место проживания большинства горожан. В грамоте 1522 года упоминаются улицы, а также тот факт, что в осадное время в Слободском жили окрестные жители, в том числе удмурты и татары, имевшие в городе свои дворы. Главная посадская улица тянулась на север от кремля вдоль Вятки. Её направление примерно повторяет современная улица Екатерининская, хотя регулярная планировка позднейших эпох спрямила её, а в XVI—XVIII веках улица вслед за естественным рельефом местности отклонялась от прямого начертания.

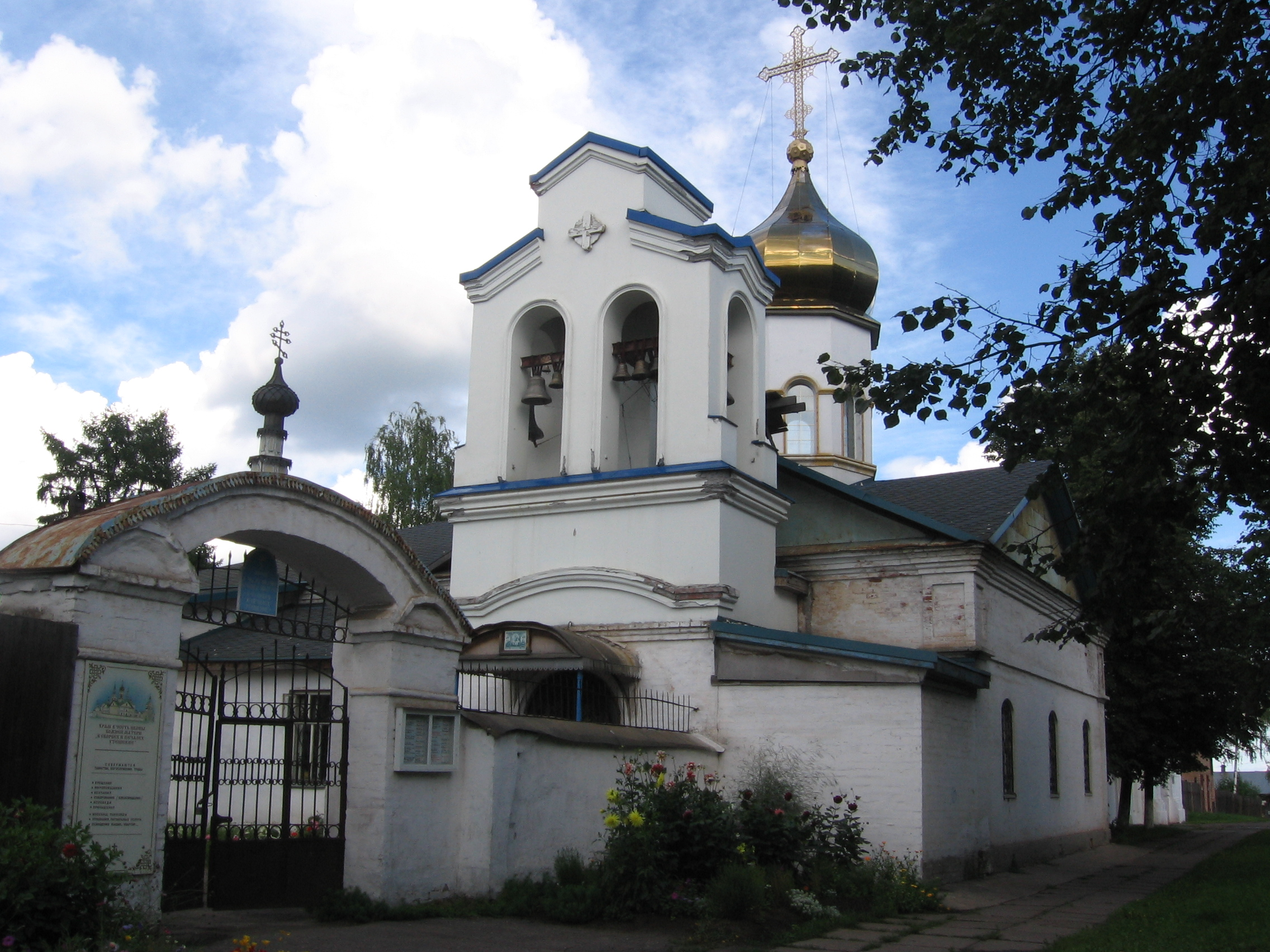
Верхочепецкий Крестовоздвиженский монастырь

Далее на север за посадом в конце XVI века был образован мужской Богоявленский — позже известный как Верхочепецкий Крестовоздвиженский монастырь. Он представлял собой самостоятельную оборонительную систему с деревянной проездной башней-часовней Михаила Архангела (1610), построенной по преданию во время проживания в Слободском монастыре Трифона Вятского. Башня сохранилась и украшает городскую площадь.
К началу XVII века традиционная трёхчастная структура, включавшая кремль, торг и посад, в Слободском утвердилась окончательно. Доминирующее значение после проведения Большой Сибирской (Московской) дороги получил торг. По количеству торговых заведений Слободской даже опередил Хлынов. В 1628 году он имел 35 лавок и полок, то есть 40 торговых заведений, тогда как в Хлынове в это время было около 30 лавок.
По описи, составленной в 1629 году, город имел 8 деревянных церквей (пять из них — на торгу: Вознесенская, Спасо-Преображенская и Благовещенская с отдельно стоящими колокольнями, Афанасьевская, Иоанно-Предтеченская с колокольней), 26 дворов церковнослужителей, избу съезжую, избу таможенную, тюрьму. В ходе исследований траншеи вдоль улицы Екатерининской в 1993 году была обнаружена шестиугольная деревянная башня (нижние венцы сруба). Вероятно, она входила в ограждения острога, представлявшего собой отдельный городок — огражденный посад.
Практически с самого основания поселения горожане определили свой основной род деятельности — торговля. Слобожане активно торговали с соседями, добывая необходимые для жизни ресурсы и не дожидаясь помощи от Москвы. Через город проходили сухопутные торговые пути, связывающие Европейскую часть России с Уралом и Сибирью. Жителями также прокладывались водные торговые пути до Архангельска, обустраивалось безопасное движение. Велся подробный статистический учёт загородных земель и угодий, рек и озёр, мест охоты и рыбной ловли. Слободской имел большое значение для развития окружающих земель. Вдоль большой торговой дороги, начинающейся из Слободского, росли поселения. Позже город окажет решающую поддержку в строительстве и развитии Холуницкого и Кирсинского заводов.

### Промышленный подъём

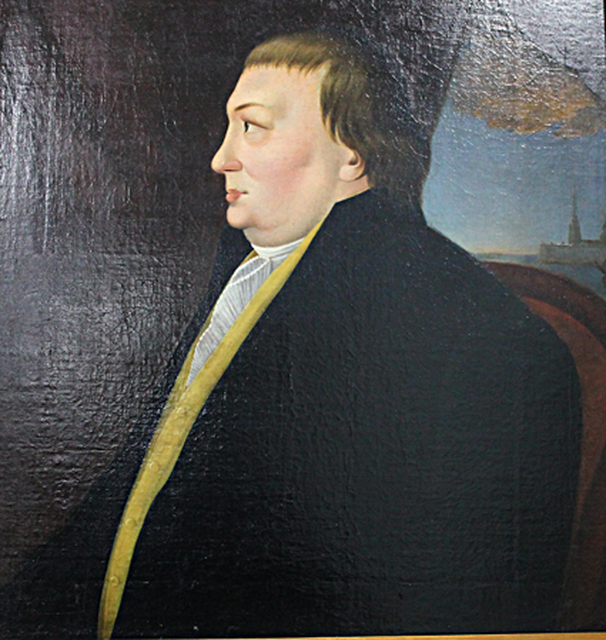
Ксенофонт Анфилатов

К XVII веку в городе было повсеместно развито кожевенное ремесло. Оно включало полный цикл вплоть до полной выделки кож и пошива обуви. В 1746 году появляется первый кожевенный завод.
С городом связано имя Ксенофонта Алексеевича Анфилатова — сына крестьянина, который стал богатейшим купцом, достигшим уровня государственного деятеля. Он организовал первую российскую экспедицию в Соединённые Штаты. Достигнув богатства и высокого положения Анфилатов стал заботиться о родном городе. В 1810 году Анфилатов он открыл в Слободском первый во всей России общественный банк, который осуществлял выдачу кредитов купечеству, мещанству и ремесленникам для развития их производств. Городская дума изначально была настроена против данной идеи. Купцу пришлось обращаться в Петербург за поддержкой государственного канцлера Н. П. Румянцева. Составленный Анфилатовым устав общественного банка был закреплен указом императора как закон и послужил основой для создания общественных банков по всей России. Банк принимал средства от частных лиц по ставке в 5 % годовых, кредиты же выдавались под 6 % годовых с залогом недвижимого имущества. Не смирился купец и с навязыванием иностранными державами невыгодных условий торговли российским купцам. Анфилатов обращал внимание правительства на факты занижения цен на русские товары и предлагал способы борьбы с этим.
Инициатива Анфилатова послужила мощным толчком к развитию промышленности и торговли. Уже в XIX веке предпринимательством занимался почти весь Слободской — 55 процентов его жителей были ремесленниками, 20 процентов были купцами.

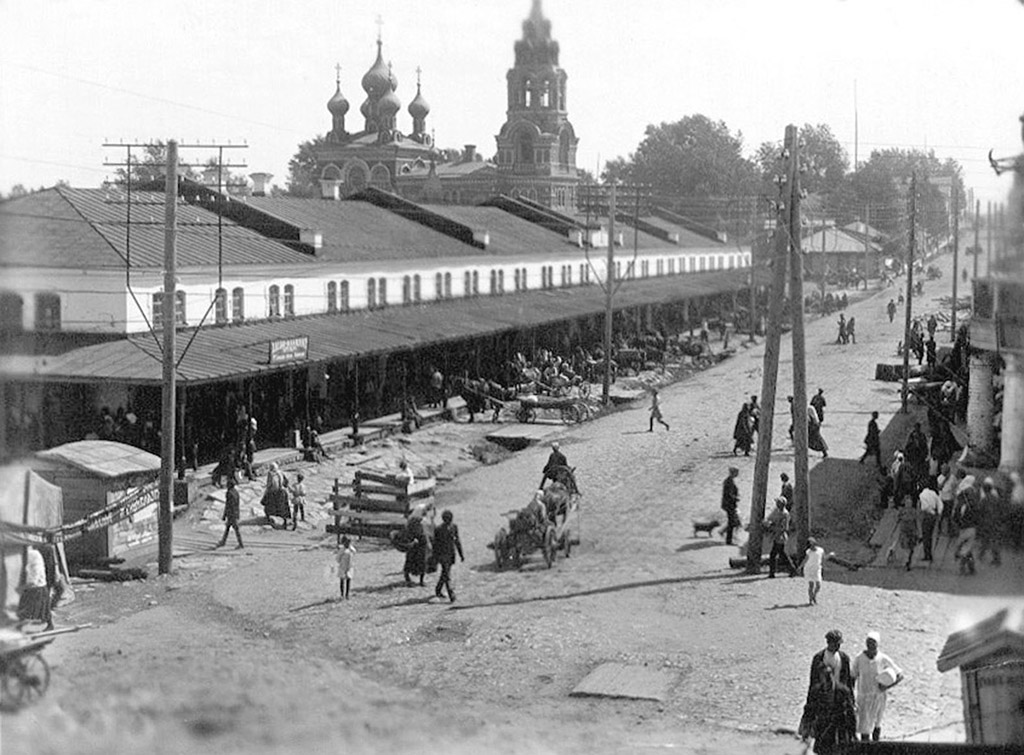
Торговые ряды у Соборной площади

В 1876 году образовалась фабрика по производству лайковых перчаток, популярных в то время у петербургской элиты. Имелись производства спичек и мыла, достигались успехи в смолокурении и выгонке дёгтя, химические заводы вырабатывали фосфор, железный купорос, азотную и соляную кислоту и другие химические материалы.
Особого успеха мастера Слободского добились в металлообработке. Четверть населения города была связана с работой над металлом. Кузнецы, медники и литейщики могли отлить любую необходимую деталь. Братья Бакулевы на своем производстве отливали тысячепудовые колокола, которые развозились по всей России. Сегодня звук такого колокола можно услышать в колокольне на Соборной площади.
Также работали мастера-серебряники, чьими услугами ещё в 1601 году пользовался Трифон Вятский. Серебряники в том числе занимались производством часов, одни из которых можно увидеть в краеведческом музее. Мастера Макаровы первыми начали производитель кабинетные украшения из капа, они стали основоположниками промысла, который и сегодня представляет Вятский регион. «Торговая империя» слободских купцов Александровых включала великое множество разнообразных заведений по всей России:
"Торговый Дом” Наследники Коммерции Советника И.В.Александрова” в Вятке: оптовый склад пива и вновь перестроенное по последнему слову техники заведение искусственных минеральных вод, фруктовых и ягодных натуральных квасов.
В Котельниче: оптовый склад пива и минеральных вод, номера для приезжающих, ресторан 2-го разряда с кабинетами и биллиардом.
Винокуренные, спиртоочистительные и пиво-медоваренные заводы в Слободском, Казани, в Малмыжском и Слободском уездах.
Маслобойный завод и сельскохозяйственная экономия ”Савали” в Малмыжском уезде.
Заведение искусственных минеральных вод и фруктовых квасов в гг. Казани, Вятке, Перми, Самаре.
Торговля: в Казанской, Симбирской, Вятской, Вологодской, Уфимской и других губерниях. Главная контора в Казани”...Из рекламы торгового дома купца от 1913 года
К концу XIX века в городе действовало четыре постоянные ярмарки, на которые съезжались люди со всего уезда.
Первый пароход достиг Слободского в 1862 году. Для местных жителей это было неслыханное чудо техники. Специальный водный пассажирский маршрут от Вятки до Слободского был проложен в 1874 году. В первые годы XX века в городе появилась пристань. Впоследствии в губернаторских отчетах она была признана одним из важнейших пунктов грузовых отправлений. Слобожане были искусными судостроителями: ладили струги и барки и отправлялись на них в большие плавания, вплоть до Астрахани. Каждую зиму открывалась судоверфь на месте нынешнего моста через Вятку.

К концу XIX века в городе ещё имелись черты архаичной свободной застройки, однако все больше имел вес регулярный план. В город стали въезжать по новой Вятской улице, когда и поныне ведет к центральной Соборной площади города. Трассировка улиц, сохраняющаяся во многом и сейчас, была дана губернским архитектором Ф. М. Росляковым.

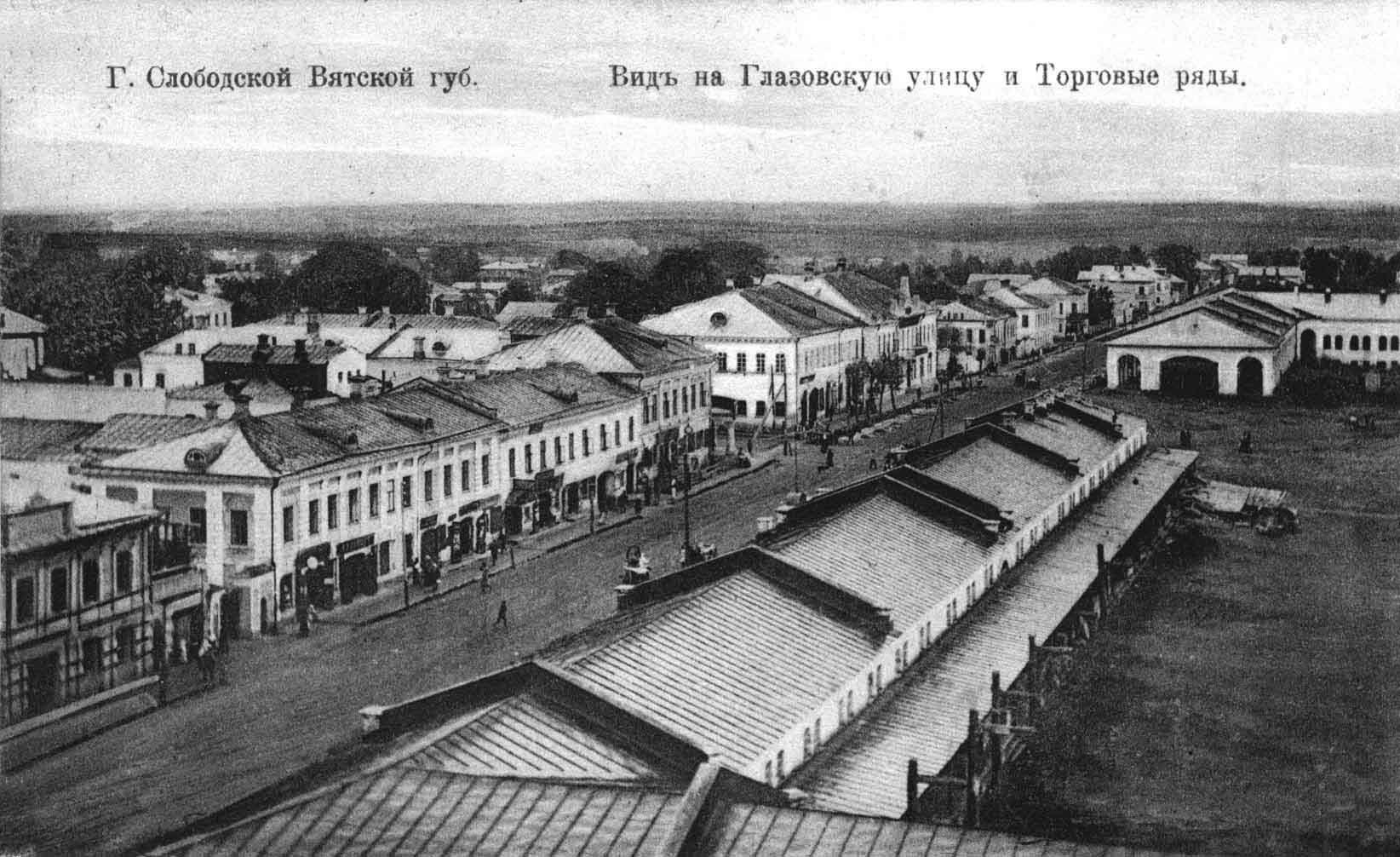
Вид на центральную улицу города. Впереди перекресток Глазовской и Вятской улиц, справа Соборная площадь.
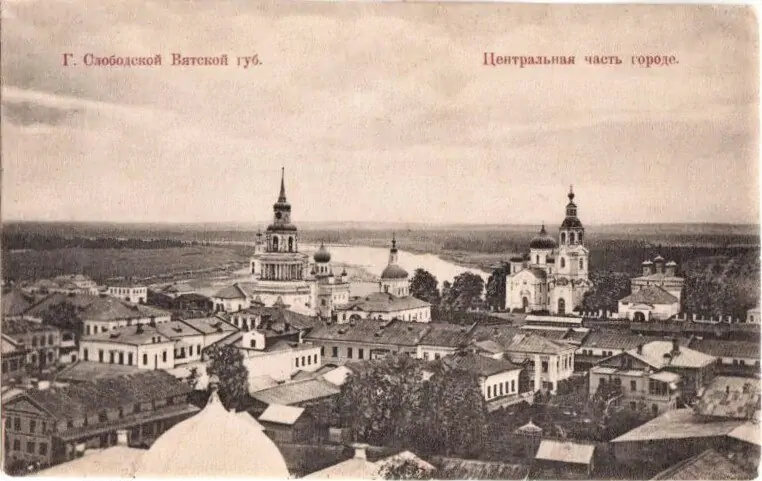
Вид на центральную часть города
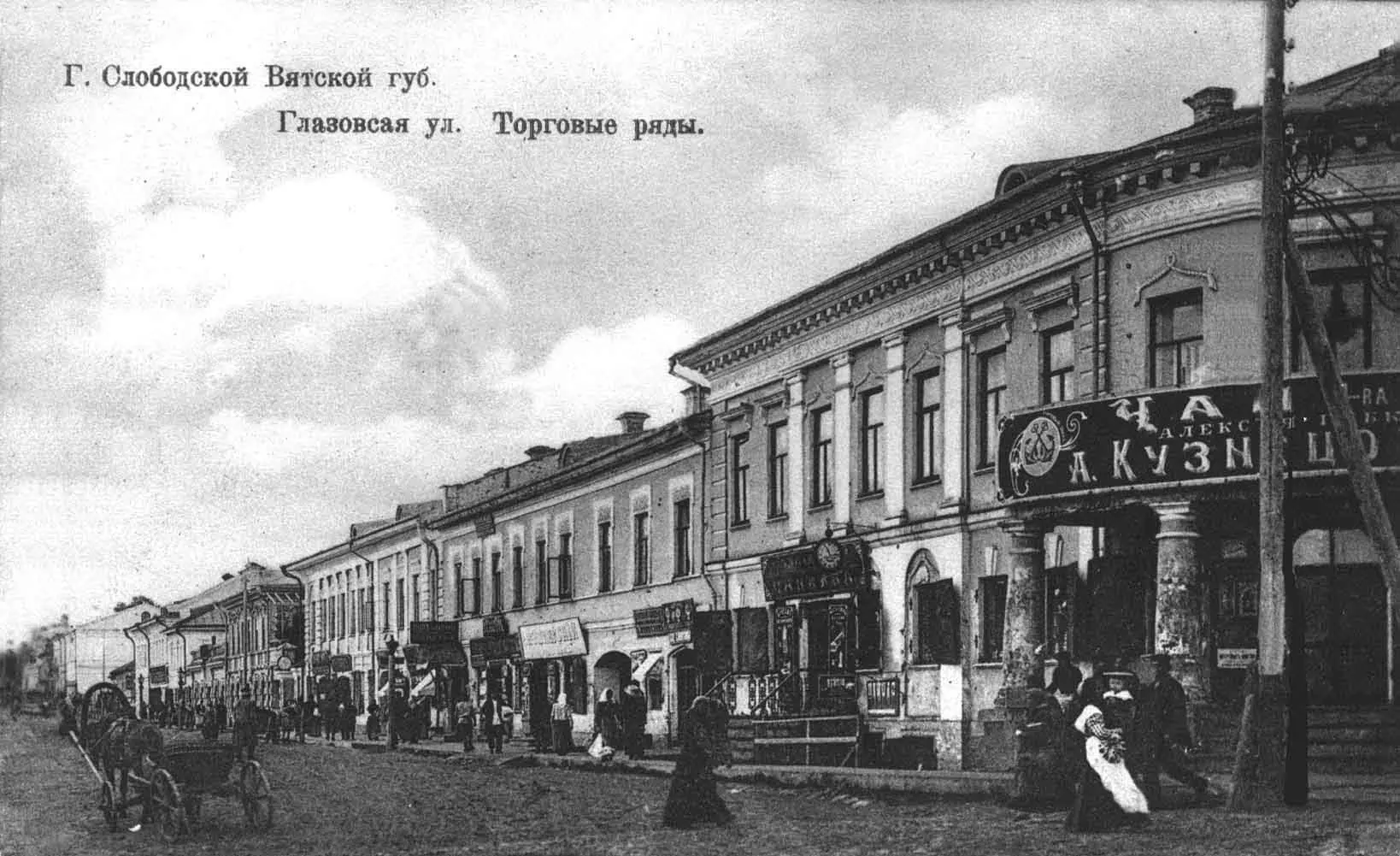
Торговые ряды на Глазовской улице

### Советский период

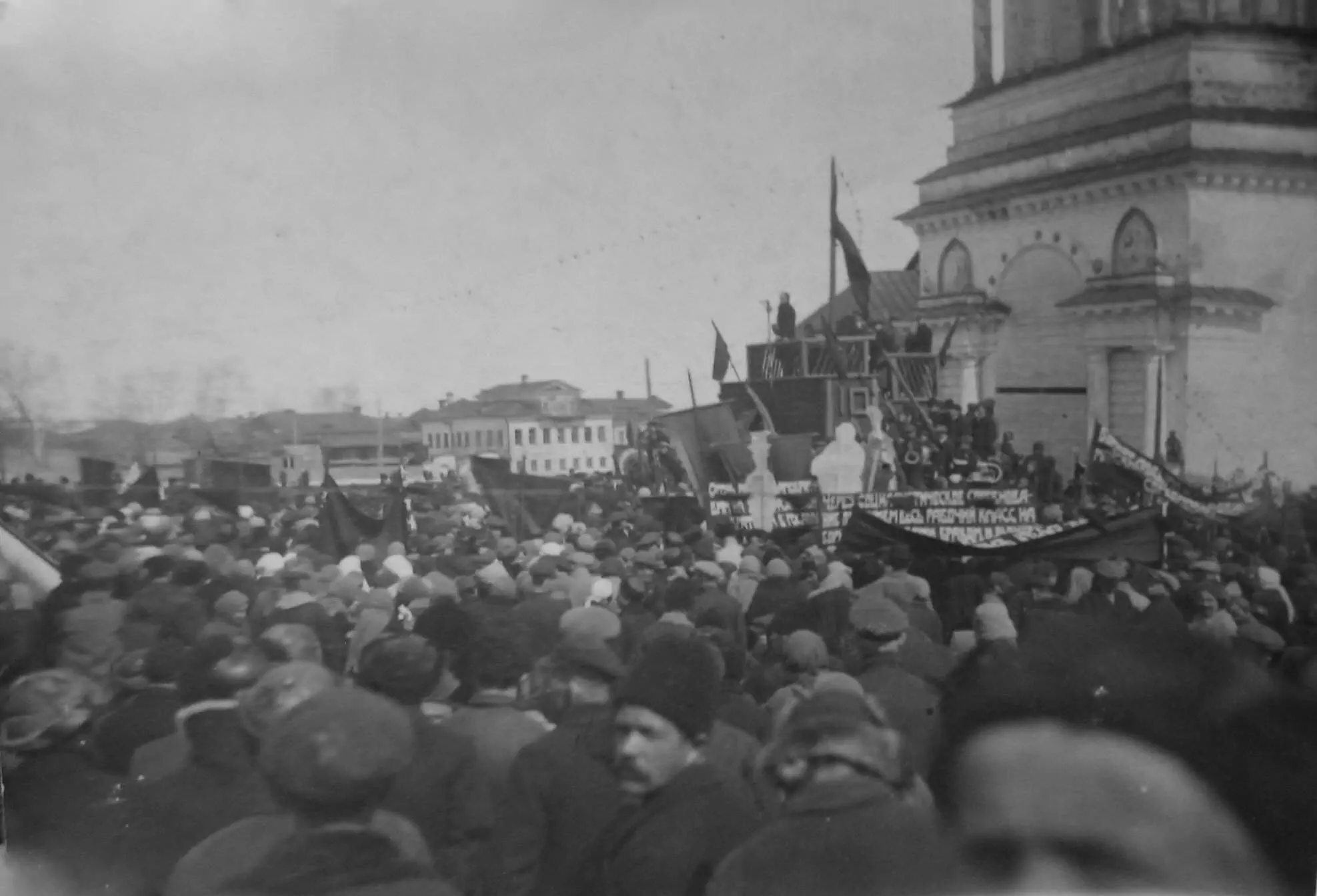
Митинг на Соборной площади

К 1917 году население города резко увеличилось за счет беженцев из прифронтовой полосы и репатриированных граждан. В 1926 году цифра населения значительно уменьшилась, а затем вновь пошла вверх. Спасаясь от коллективизации в город подались крепкие мужики. Молодые семьи начали отделяться от родни и покупать свои квартиры. Привозили в город крестьянских сирот. Немощные крестьяне приезжали и подавались в поденку, в пролетариат.
Первая железнодорожная ветка Слободского, которая связала его с трассой Киров — Котлас была проложена в 1921 году.
Череда разрушений архитектурных памятников, определявших облик города, прокатилась по городу в первые десятилетия советской власти. В 1930 году был закрыт Спасо-Преображенский собор, а после Великой Отечественной войны был разобран. Также подвергся разорению Крестовоздвиженский монастырь — сейчас от него осталась лишь церковь и ворота. Разрушались и осквернялись иные церкви, усадьбы и дома.
В годы Великой отечественной войны слобожане массово пополнили ряды армии, служили в том числе в партизанских отрядах в тылу противника. Развернулся сбор денежных средств, продуктов, скота, семян, обуви, одежды для отправки в освобожденные районы страны. Уроженец Слободского Григорий Петрович Булатов первым водрузил красное знамя над поверженным рейхстагом. После войны город посетил маршал Г. К. Жуков.
Происходило активное развитие промышленности и инфраструктуры. В 1962 году был построен завод железобетонных конструкций. Его цеха и службы были оснащены современным оборудованием. В 1966 году был открыт мост через реку Вятку.
В 1973 году в Париже на выставке «Русская деревянная декоративная пластика от древних времен до наших дней» был представлен архитектурный памятник ХVII века из города Слободского — деревянная проездная крепостная башня с надвратной Михайло-Архангельской церковью.

### Современный этап
Резкий переход на новую экономическую систему негативно повлиял на местную промышленность. Не выдержав конкуренции к настоящему времени были закрыты молочный комбинат, пивоваренный завод, завод железобетонных конструкций и мебельный комбинат.
Начинается восстановление утраченных храмов. В 1994 году в город прибыл патриарх Алексий II и посетил Екатерининский собор и Троицкую церковь.

## Архитектура и достопримечательности
Путеводитель «Слободской» в Викигиде

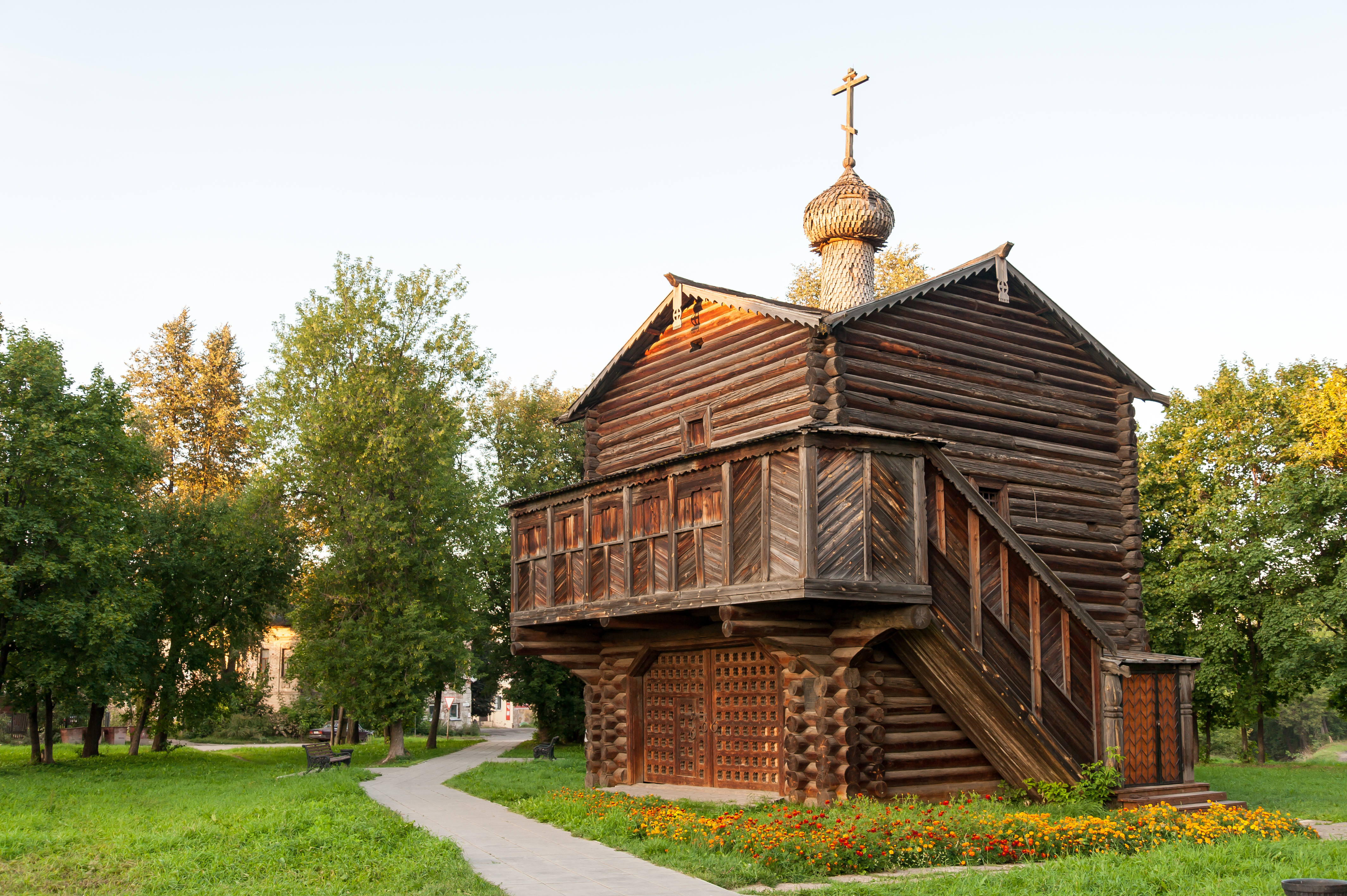
Церковь Михаила Архангела

На территории Слободского расположено 16 памятников федерального и 11 памятников регионального значения, памятники археологии и природы.
На старинной площади Слободского кремля издревле стояли два храма с общей колокольней: тёплая Екатерининская церковь и Храм Вознесения Господня (проект академика К. А. Тона). Из храмовых кремлёвских сооружений до настоящего времени сохранилась только церковь Великомученицы Екатерины. В течение четырёх веков она неоднократно перестраивалась. Первоначально это была деревянная церковь, каменной она стала в 1699 году.

Архитектурной доминантой современного Слободского, нередко называемого Вятским Суздалем, является колокольня Преображенской церкви, которая видна практически из любой части города. Она была возведена на Красной площади (ныне — Соборной) в 1823 году между Спасо-Преображенским кафедральным собором (был разобран в советские годы) и церковью Благовещения Пресвятой Богородицы. Автором проекта был губернский архитектор И. Д. Дюссар де Невиль. Колокольня считается главным символом города. Первоначально она была выполнена в виде триумфальной арки в честь победы над Наполеоном, впоследствии были достроены верхние ярусы, шпиль и установлены часы-куранты местного изготовления (с незначительным ремонтом работают до сих пор). Колокольня являлась частью ансамбля Спасо-Преображенского собора. Сам собор был разрушен после Великой Отечественной войны и сейчас колокольня является единственным его напоминанием.

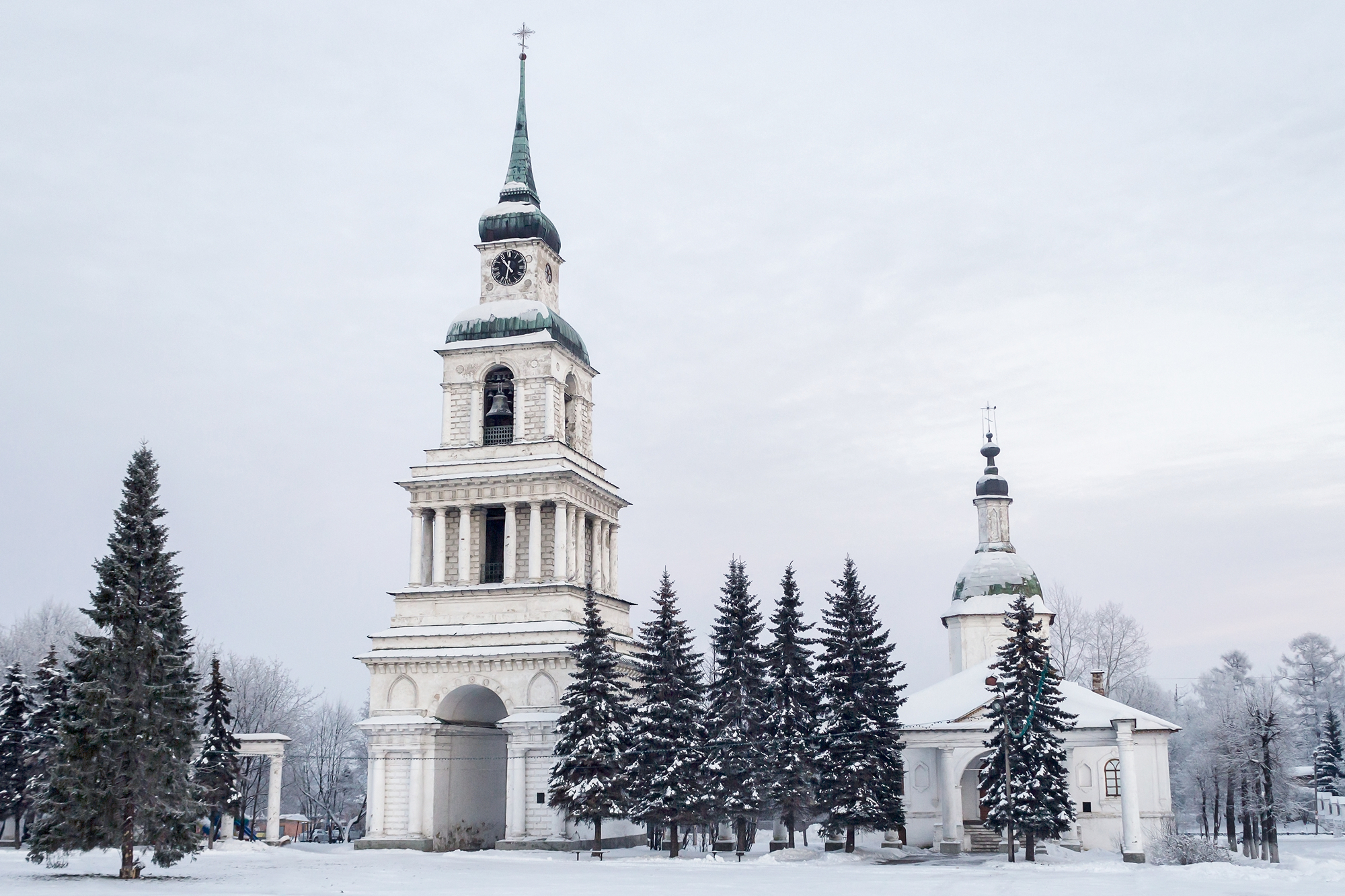
Колокольня Спасо-Преображенского собора
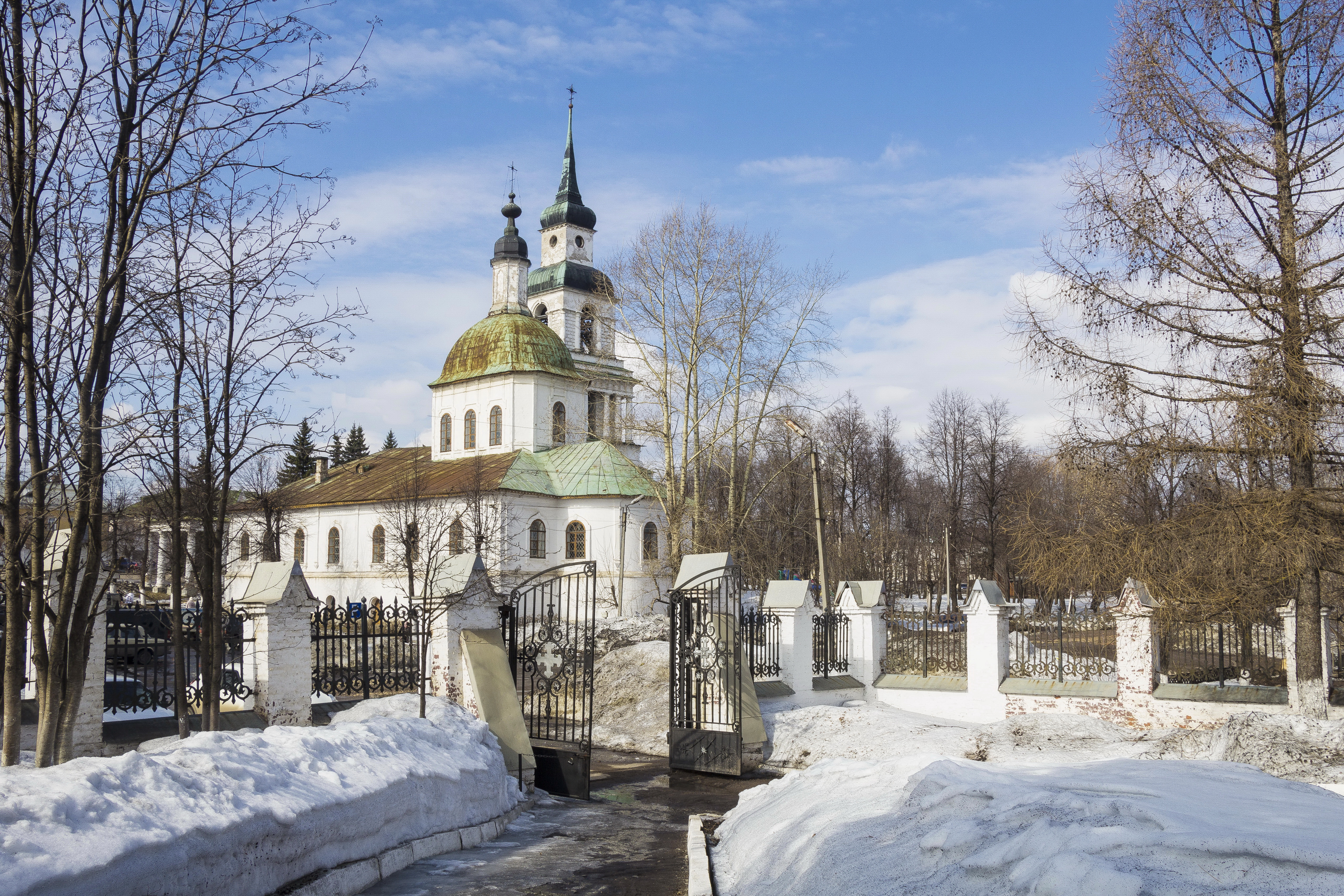
Благовещенская церковь на фоне Колокольни
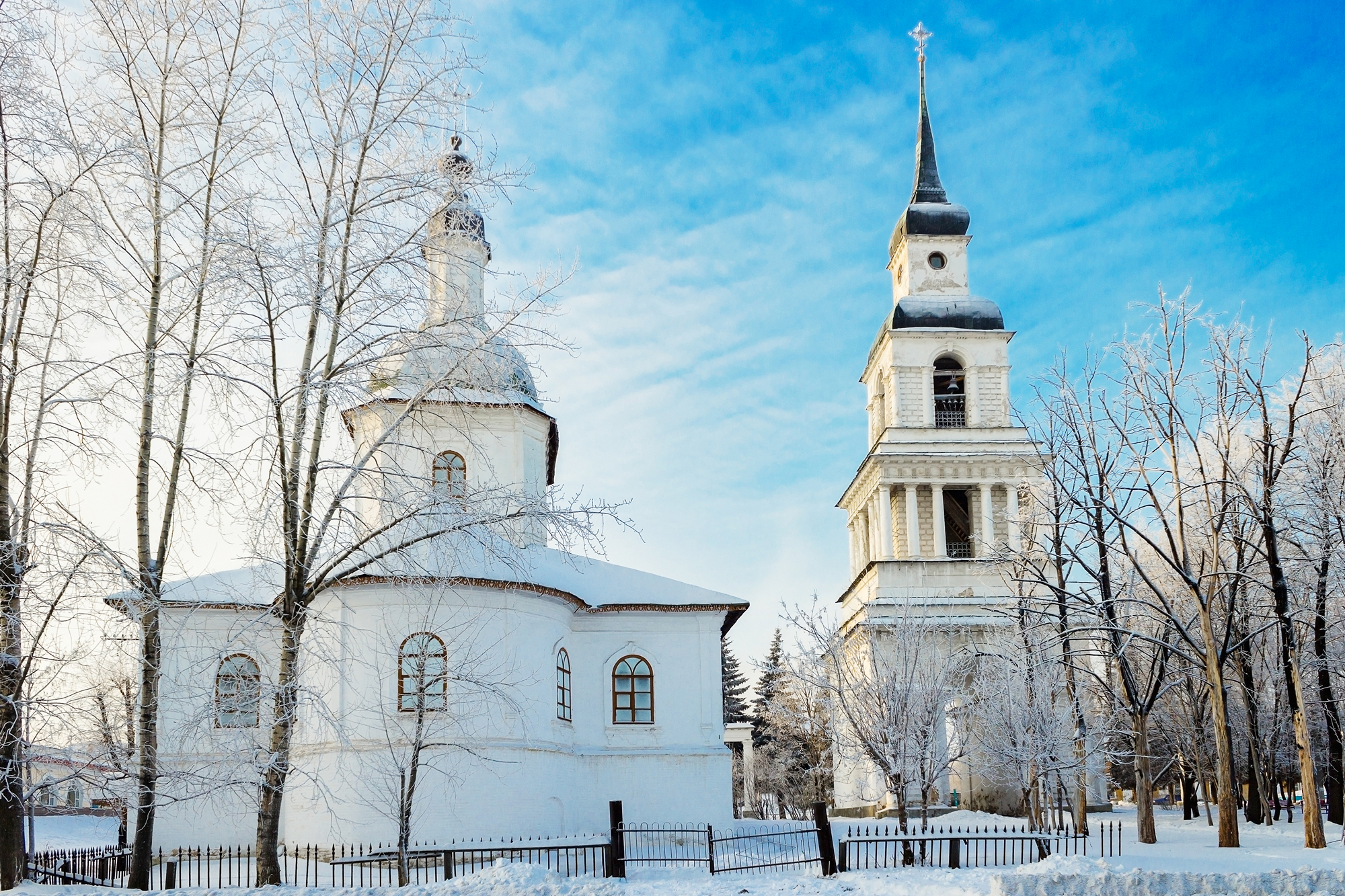
Благовещенская церковь и Колокольня, вид сзади
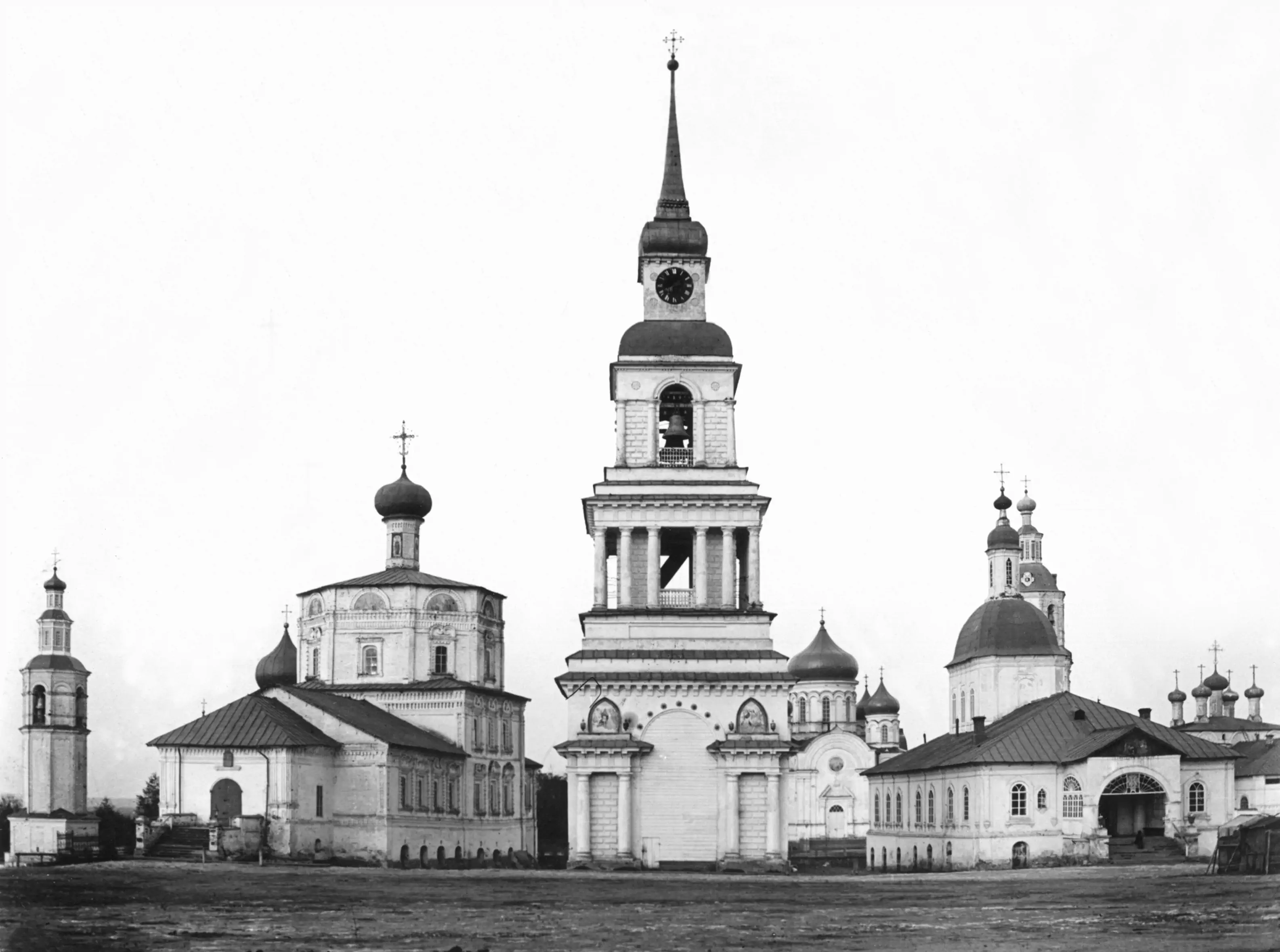
Изначальный ансамбль Соборной площади

Неподалёку от ансамбля Колокольни и Благовещенской церкви располагается деревянная церковь Михаила Архангела, построенная в 1610 году. Она входила в комплекс Богоявленского, а позже Крестовоздвиженского мужского монастыря, основанного в 1599 году на окраине города. Поначалу это сооружение служило не только церковью, но и крепостной башней с воротами, частью оборонительной стены, через которую можно было попасть в монастырь, а через бойницы в стенах — отстреливаться от врага.
В середине XX века была перенесена с исконного места в центр города. В 1973 году церковь отвозили в Париж на выставку «Русская деревянная пластика от древнейших времён до наших дней». Ныне в Михайло-Архангельской церкви экспонируется уникальная коллекция деревянных храмовых фигур — единственная в Кировской области.

Центральную площадь города продолжают комплекс гостиного двора, здание которого занимает торговый центр Космос и торговые ряды. Сквозь площадь города проходит улица Советская, на которой сконцентрировано наибольшее количество памятников гражданской архитектуры в стиле классицизма, созданных в XIX веке.

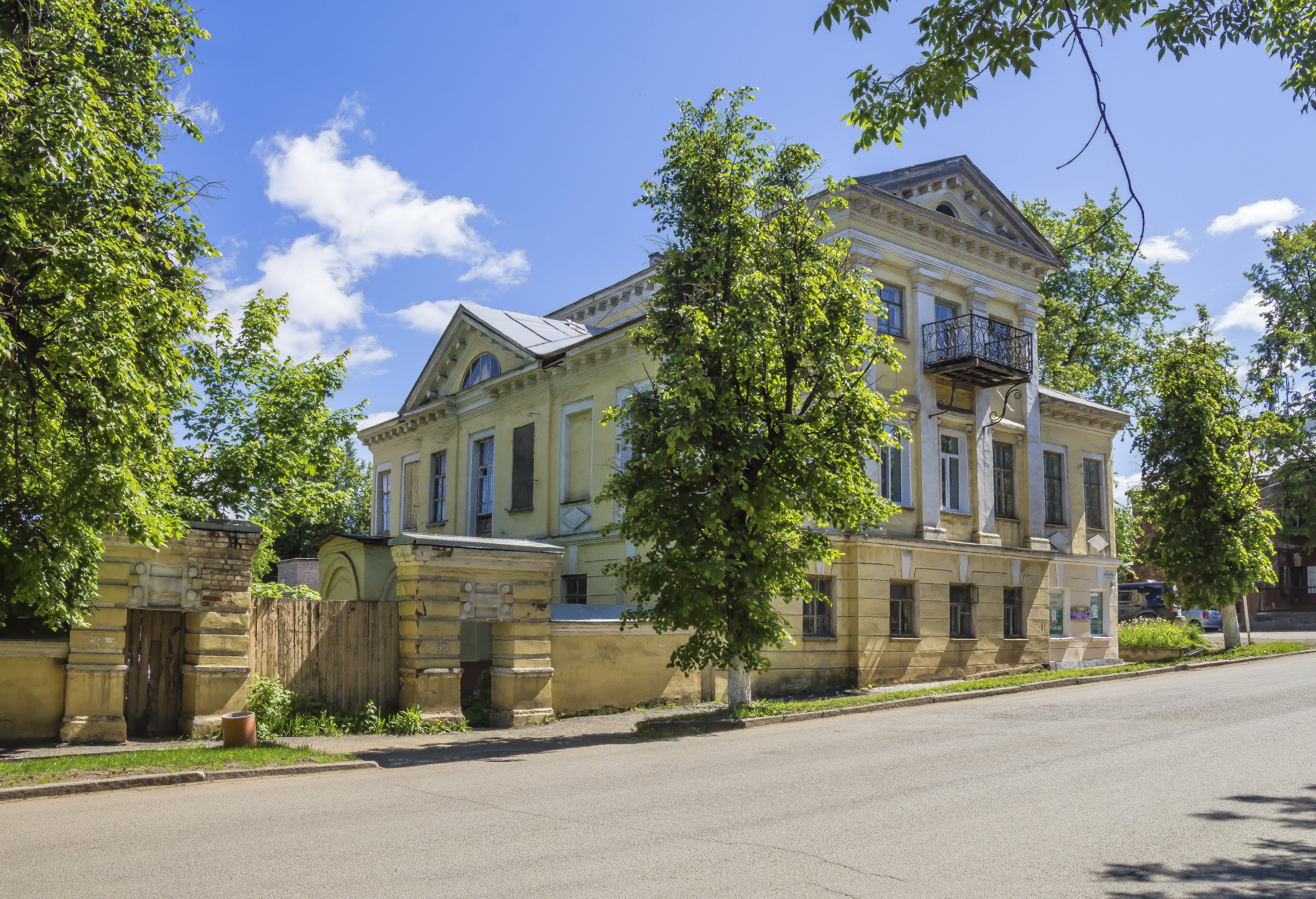
Усадьба Петра Петровича Гусева
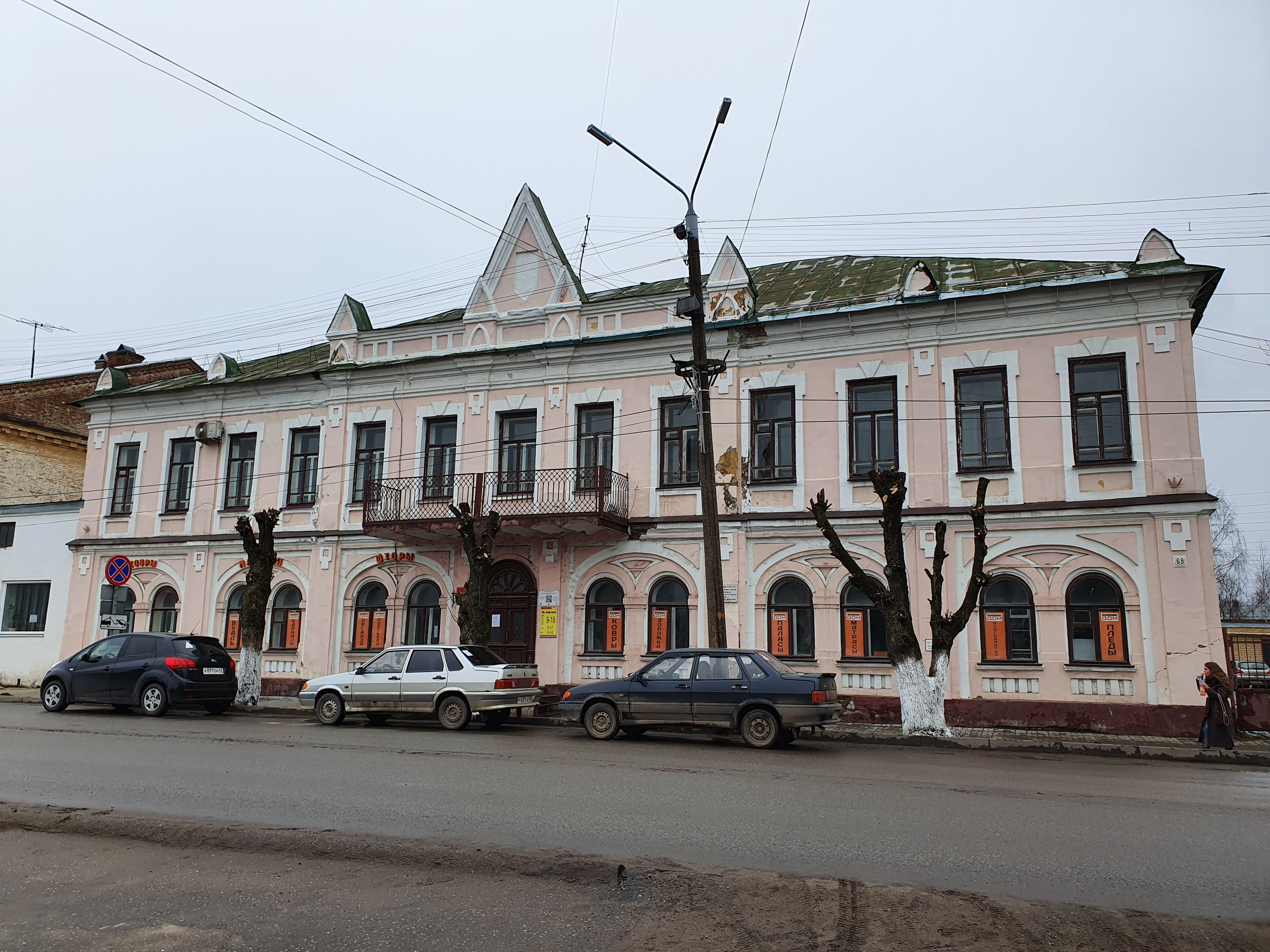
Здание банка Анфилатова (1809)
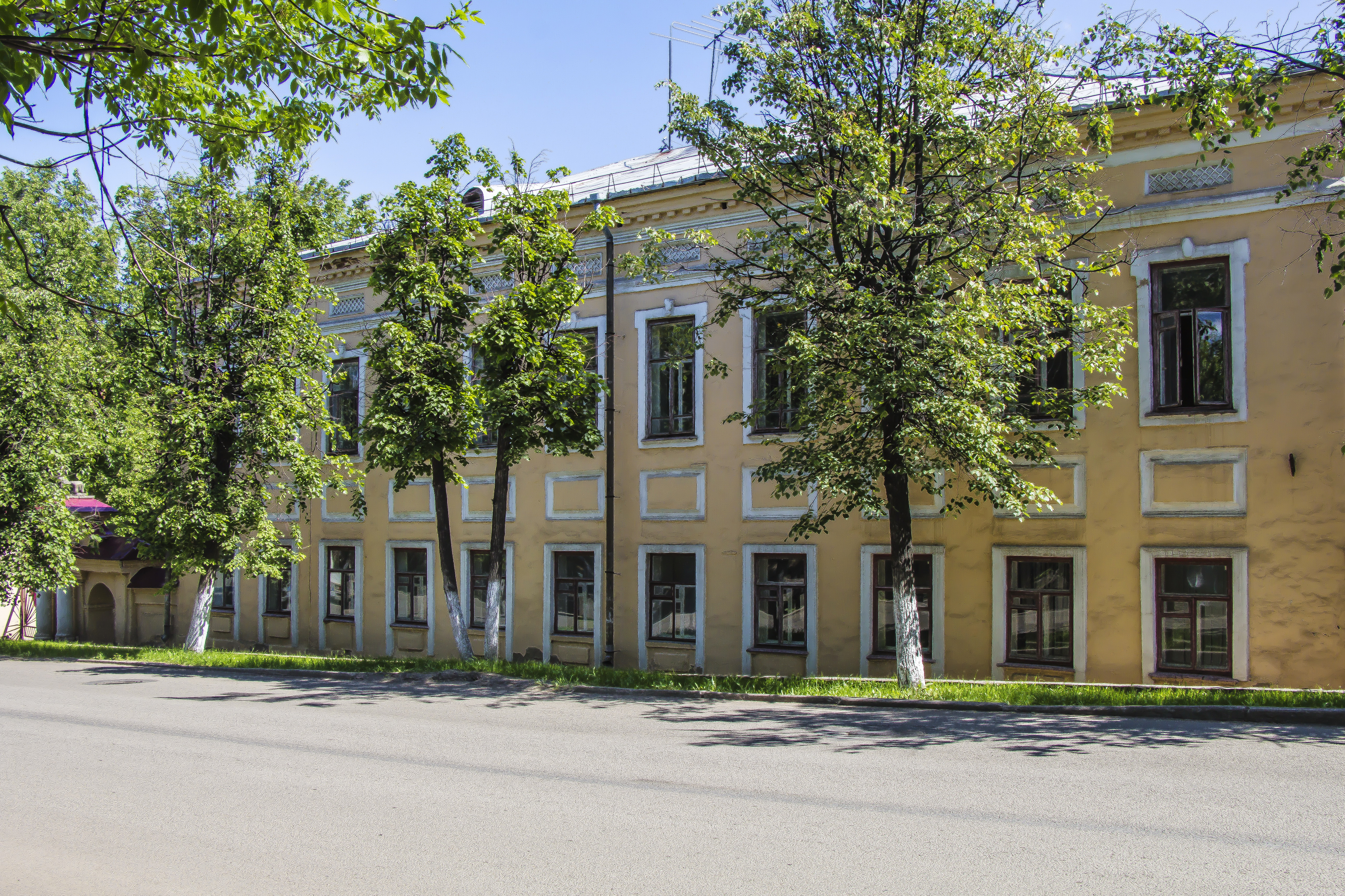
Усадьба Плюснина (Николая Платунова)

В центре города расположен ансамбль Христорождественского женского монастыря. Сам монастырь был основан в начале XVII века и до своего закрытия в 1920 году был одним из крупнейших в Вятской епархии. Территория окружена каменной оградой. Основу ансамбля составляет Христорождественская церковь и настоятельский корпус, а также часовня через которую можно войти на территорию монастыря. Внутри расположено здание трапезной. В северо-западной части ограды расположено епархиальное училище, в северо-восточной — Иверская часовня. В юго-западном и юго-восточном крыле ограды устроены башенки в псевдорусском стиле.

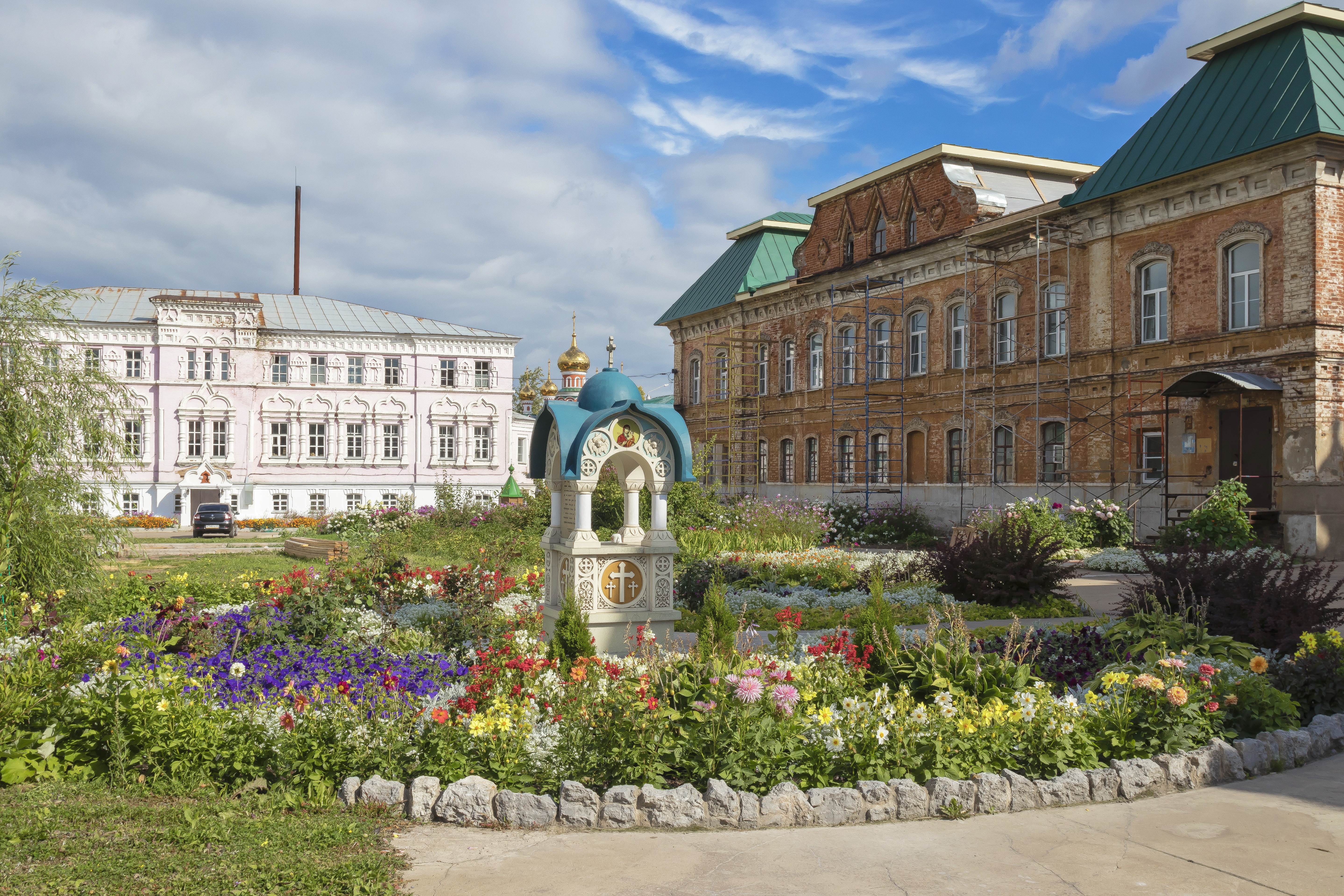
Ансамбль монастыря изнутри
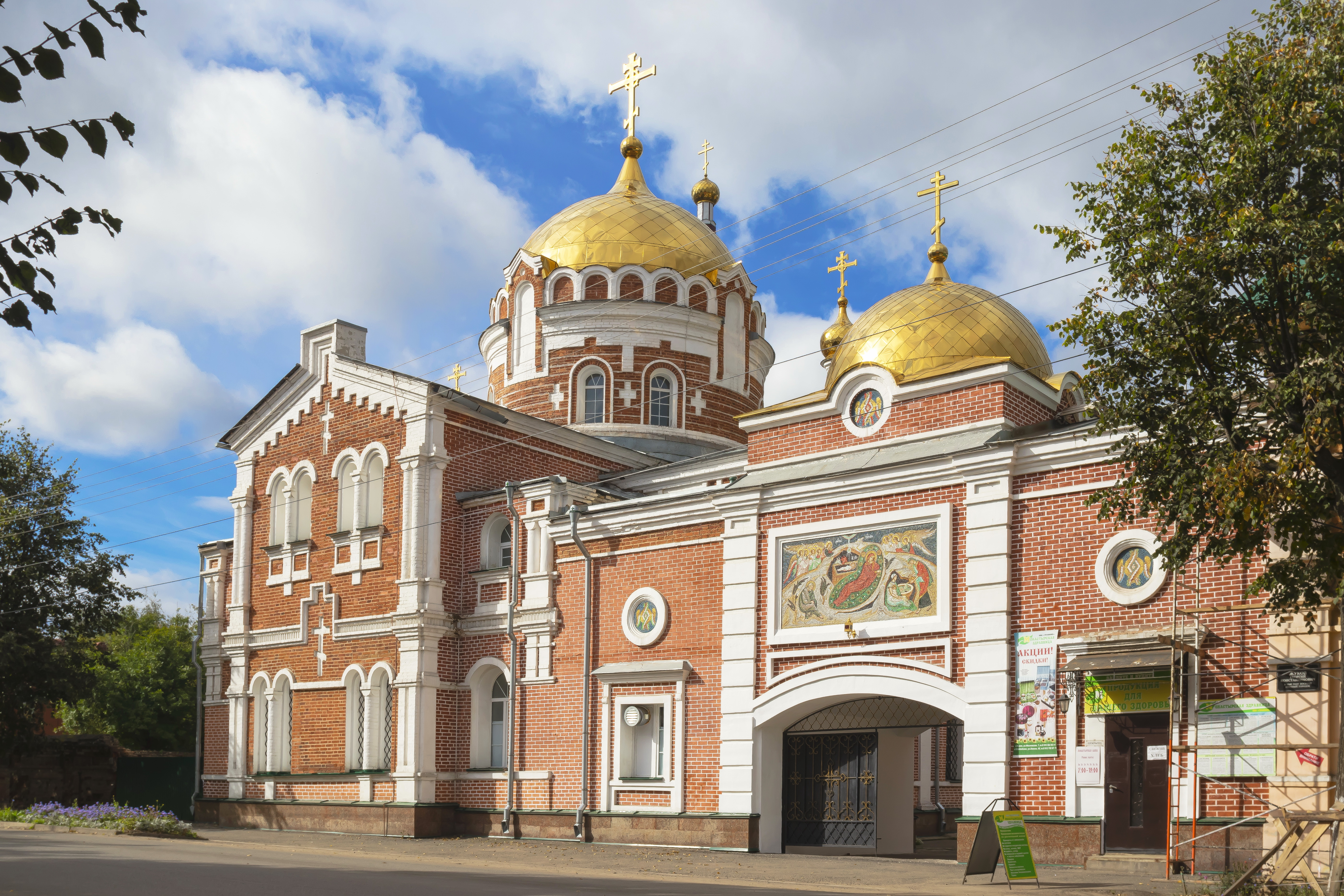
Христорождественская церковь, вход на территорию монастыря
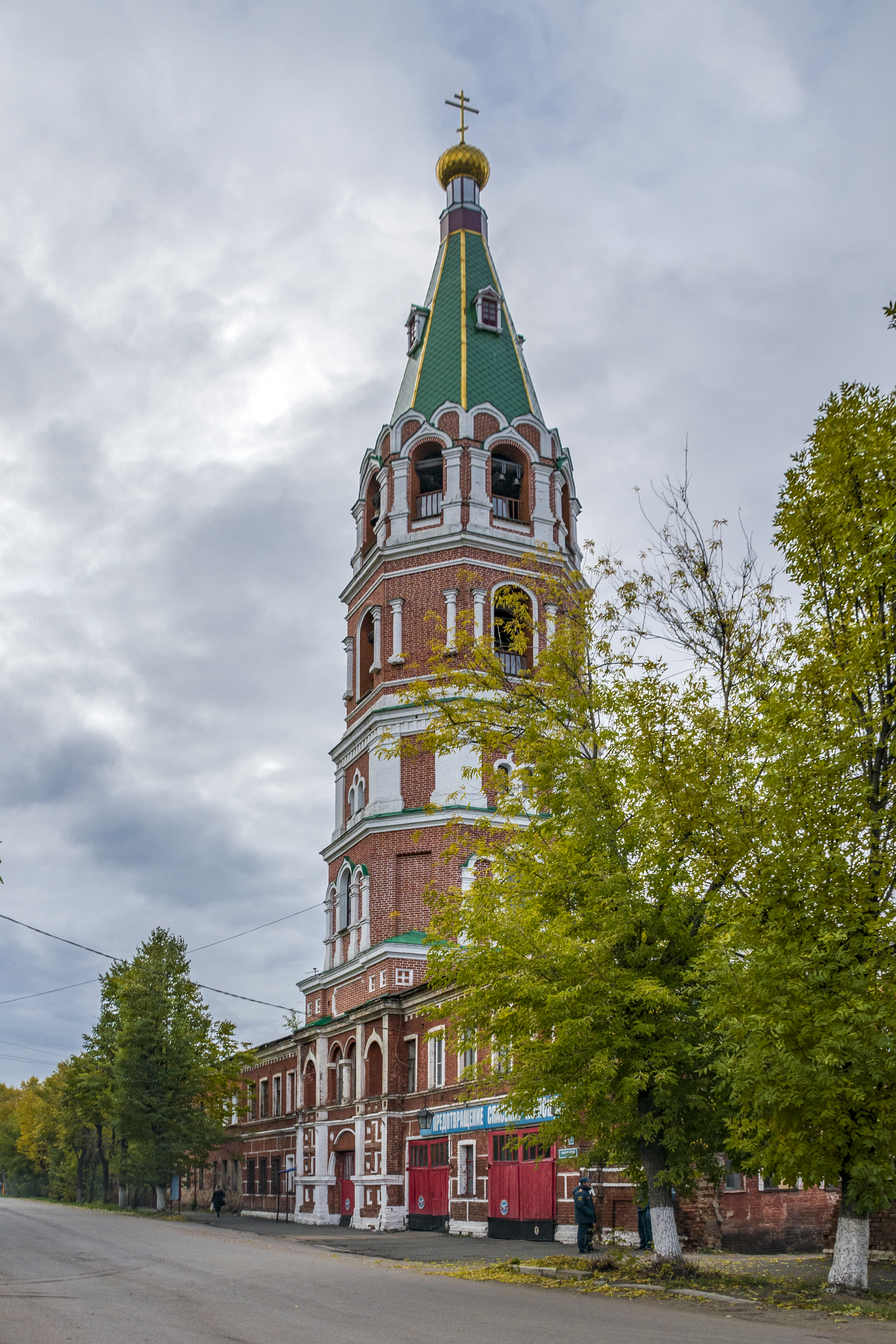
Колокольня монастыря
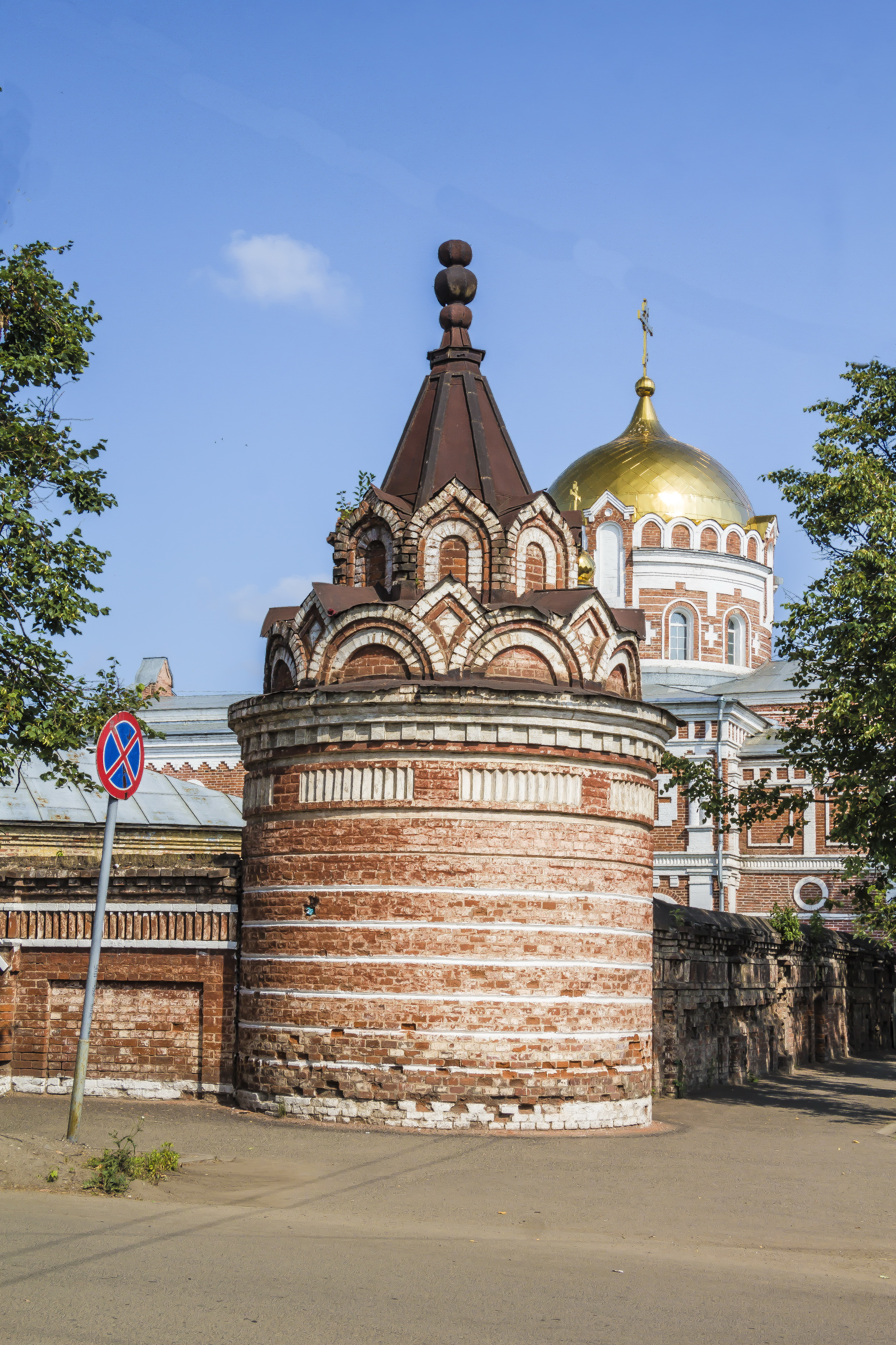
Угловая башня
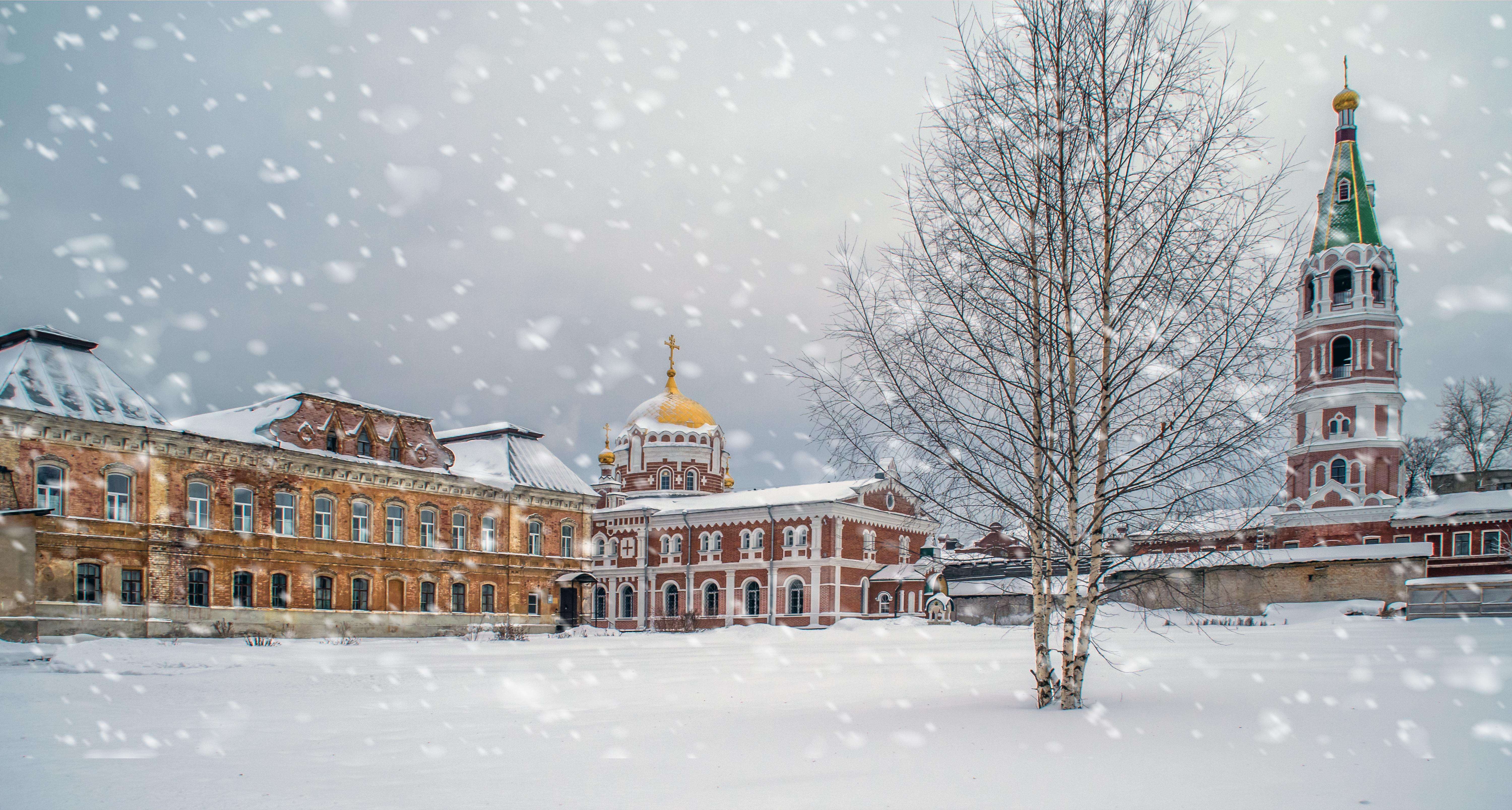
Ансамбль монастыря изнутри, вид на юго-запад. Христорождественская церковь и колокольня
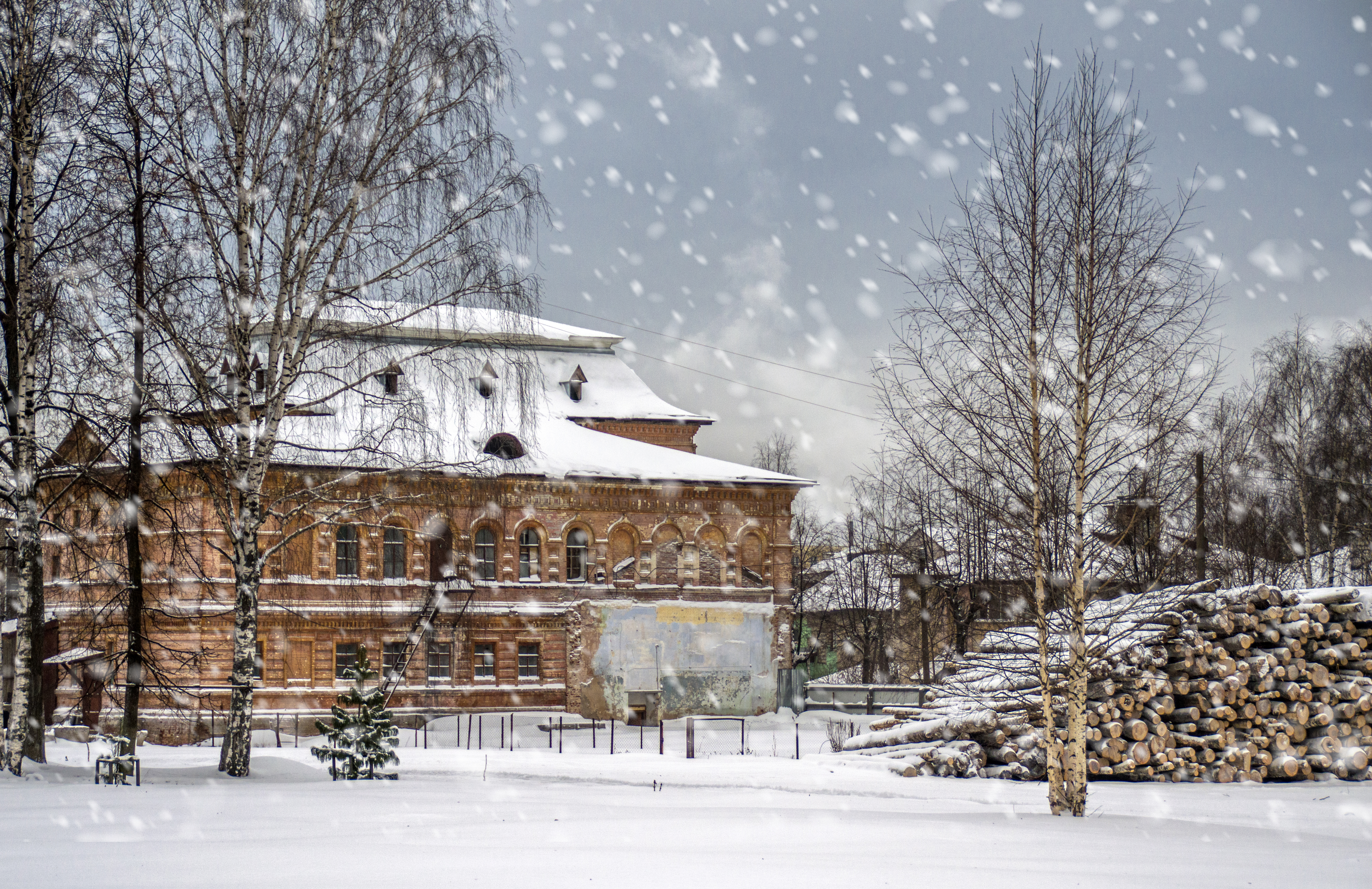
Епархиальное училище. Построено в 1900 году по проекту Ивана Аполлоновича Чарушина.

Екатерининский собор — старейшее каменное здание города, собор был построен в 1699 году. Внешнее убранство отличает красота, праздничность и изящество. Внутри собор украшен богатой росписью, которая создает особую атмосферу. В годы советской власти была единственной действующей в городе.
Архитектуру церкви Николая Чудотворца отличает характерный русский декор и окраска. Внешне она напоминает красочный терем. Объём церкви сложен: колокольня и отдельные объёмы приделов включены в тело храма. Стоит отметить, что храм построен в русском стиле по проекту архитектора Ивана Аполлоновича Чарушина на средства мецената, купца 1-й гильдии Михаила Петровича Ончукова.
Церковь «В скорбях и печалях утешение» является единственной сохранившейся церковью на территории разрушенного Крестовоздвиженского мужского монастыря, основанного святым Трифоном Вятским.

На территории Слободского некрополя построена Троицкая церковь. Её внешнее убранство довольно скромно, что продиктовано местом её нахождения. В северной части некрополя стоит часовня Иоанна Предтечи.

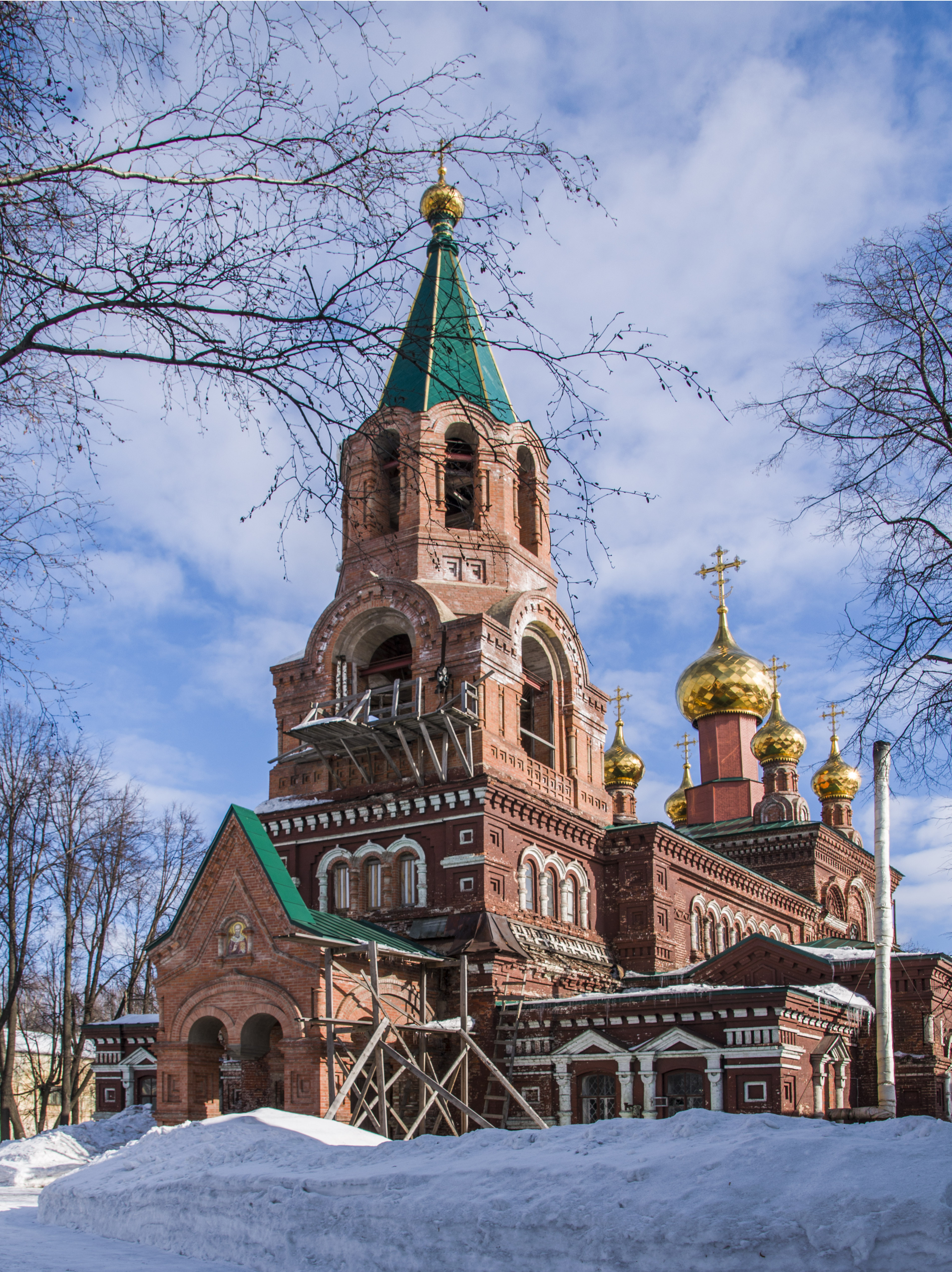
Церковь Николая Чудотворца (1896)
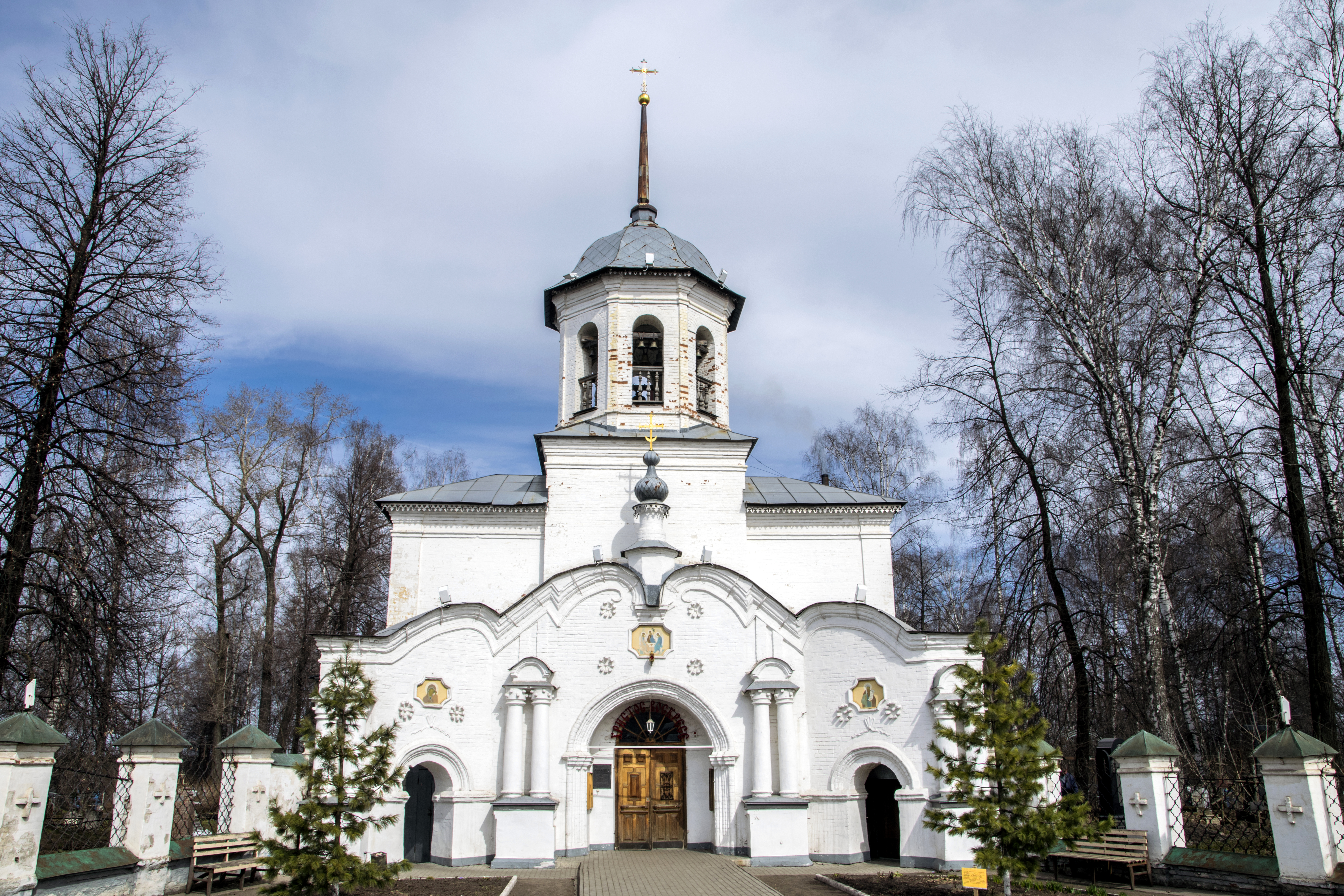
Троицкая церковь (1774)
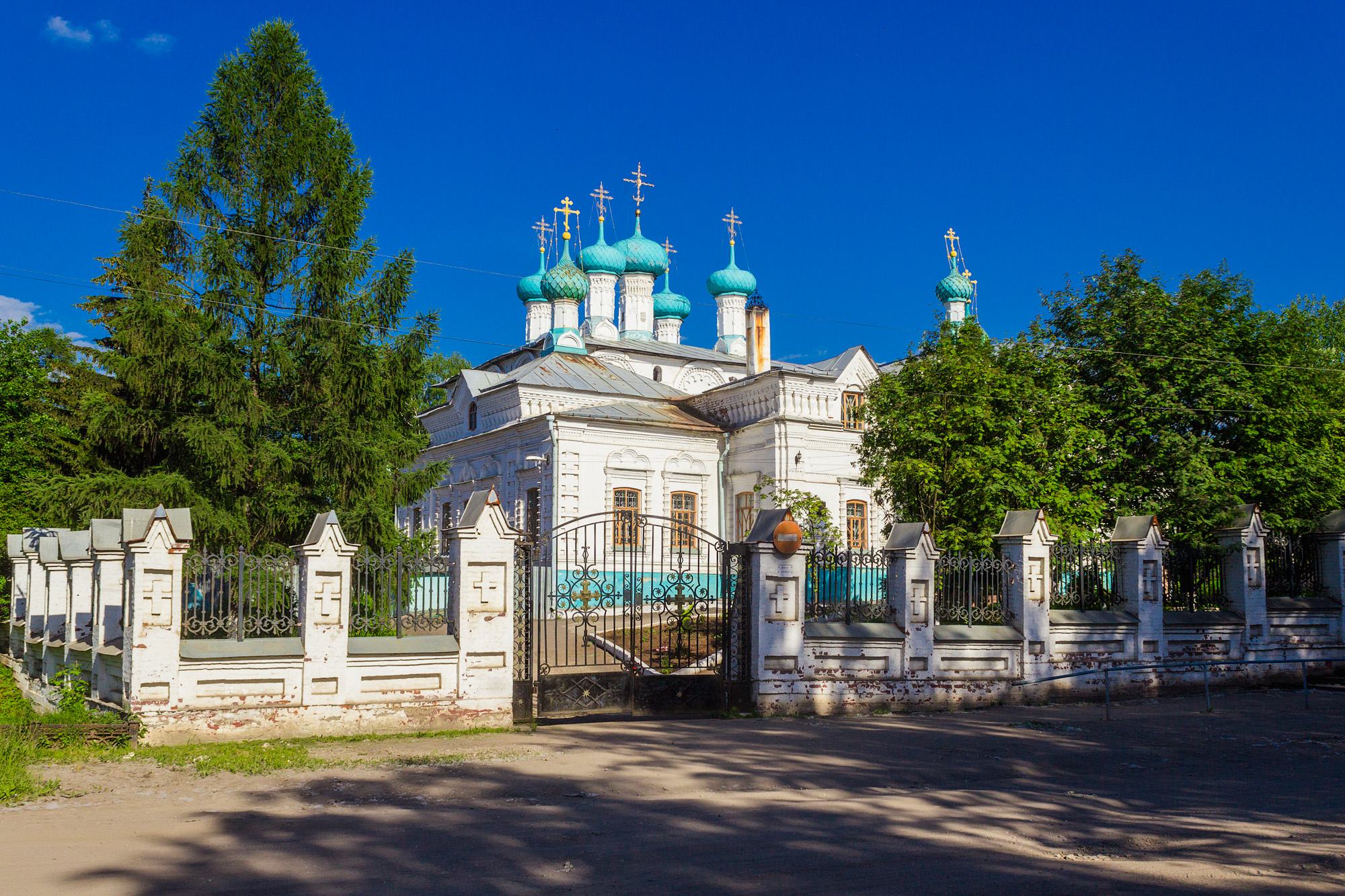
Екатерининский собор (1699)
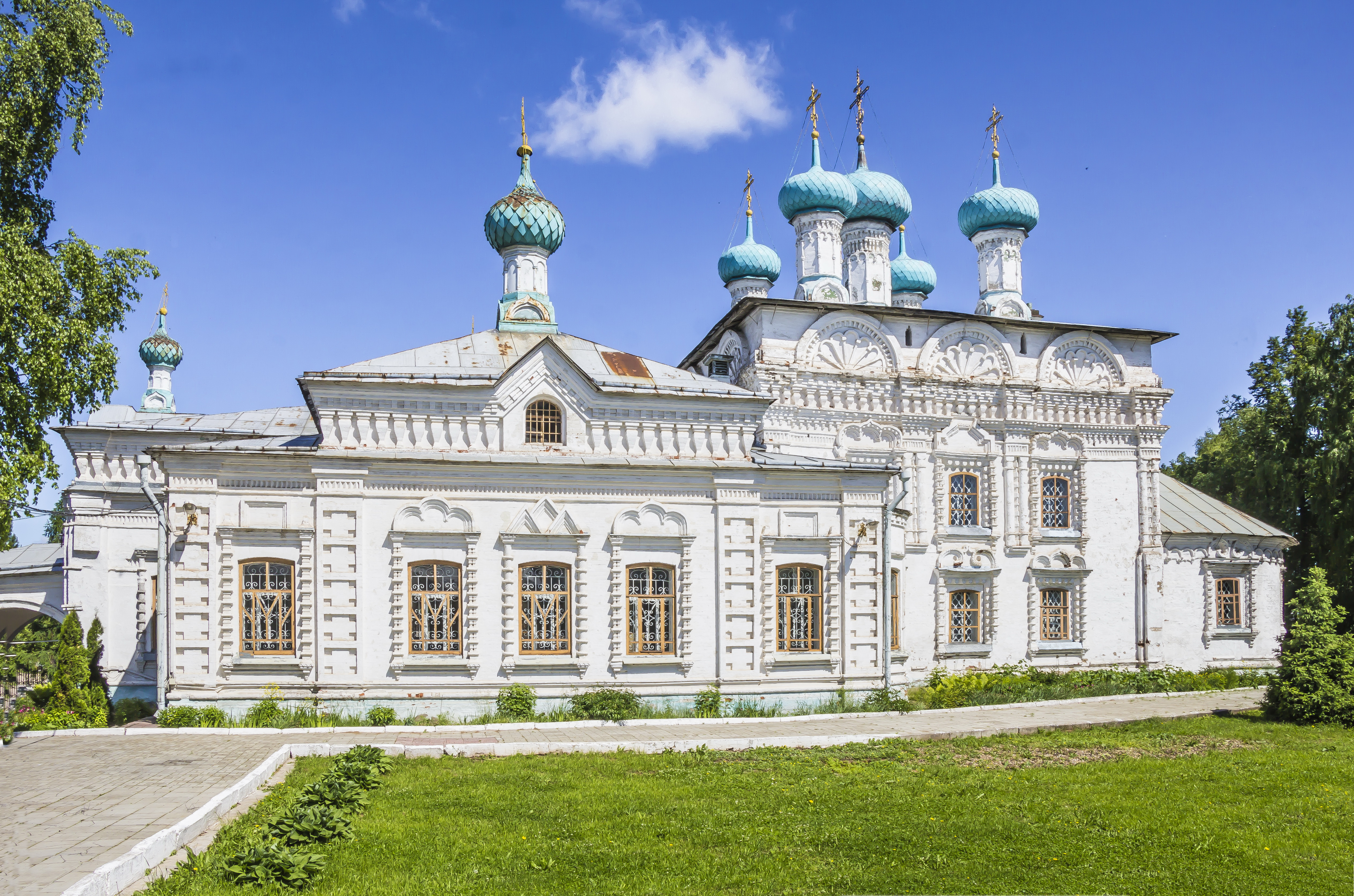
Екатерининский собор, вид сзади

## Культура

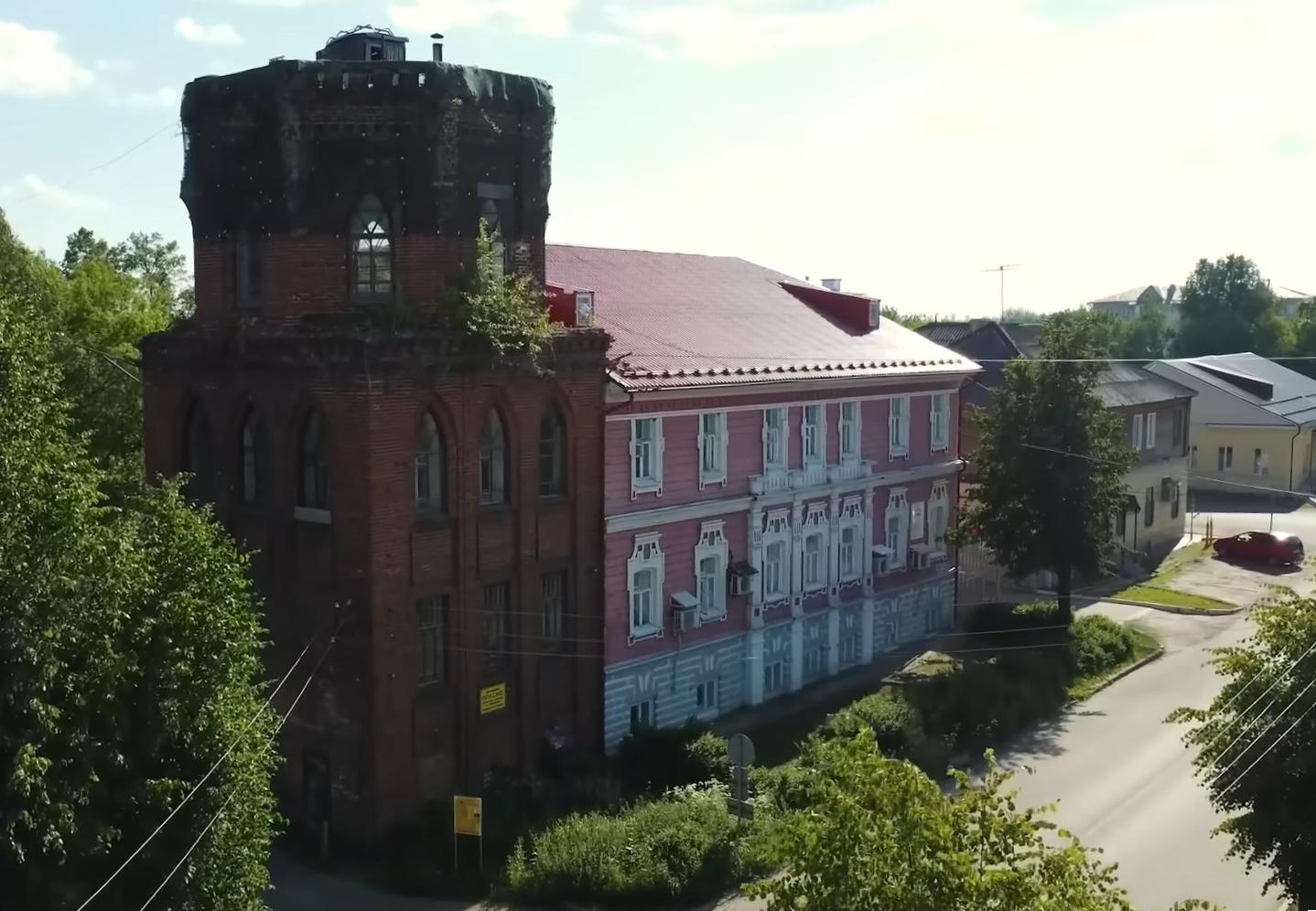
Водонапорная башня

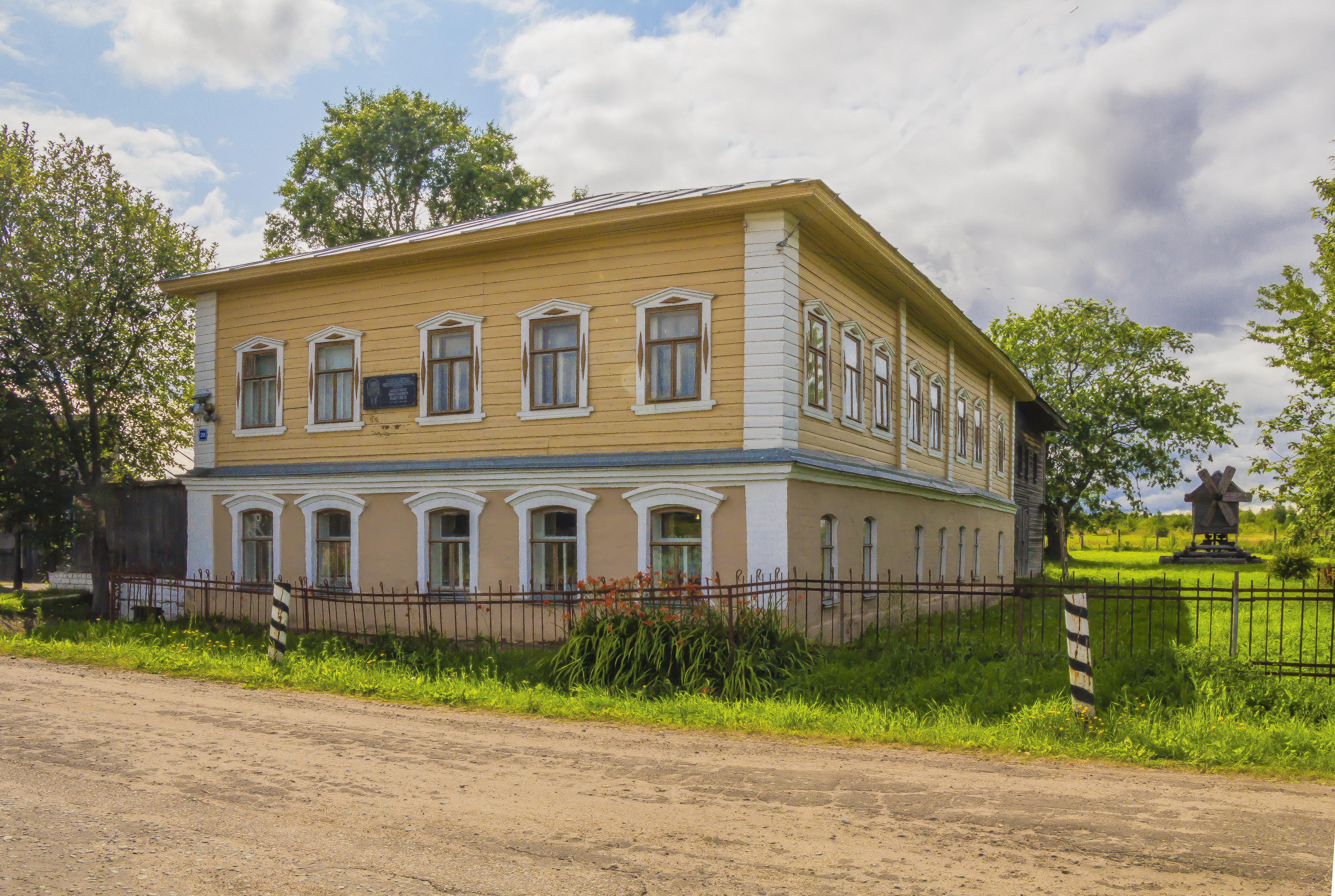
Музей-усадьба академика Бакулева

Слободской музейно-выставочный центр, основной фонд которого составляет более 30 000 единиц хранения, вспомогательный фонд — около 10 000 экспонатов и научная библиотека — не менее 1000 экземпляров редких книг, объединяет и организует работу нескольких музеев города.

Самый крупный музей города — Краеведческий, является одним из старейших музеев Кировской области, он был открыт в 1921 году. Музей располагается в историческом особняке, построенном в конце XVIII века купцом К. А. Анфилатовым, сохранившим элементы своего старинного внутреннего убранства, в том числе финские «печи с ландскнехтами». 

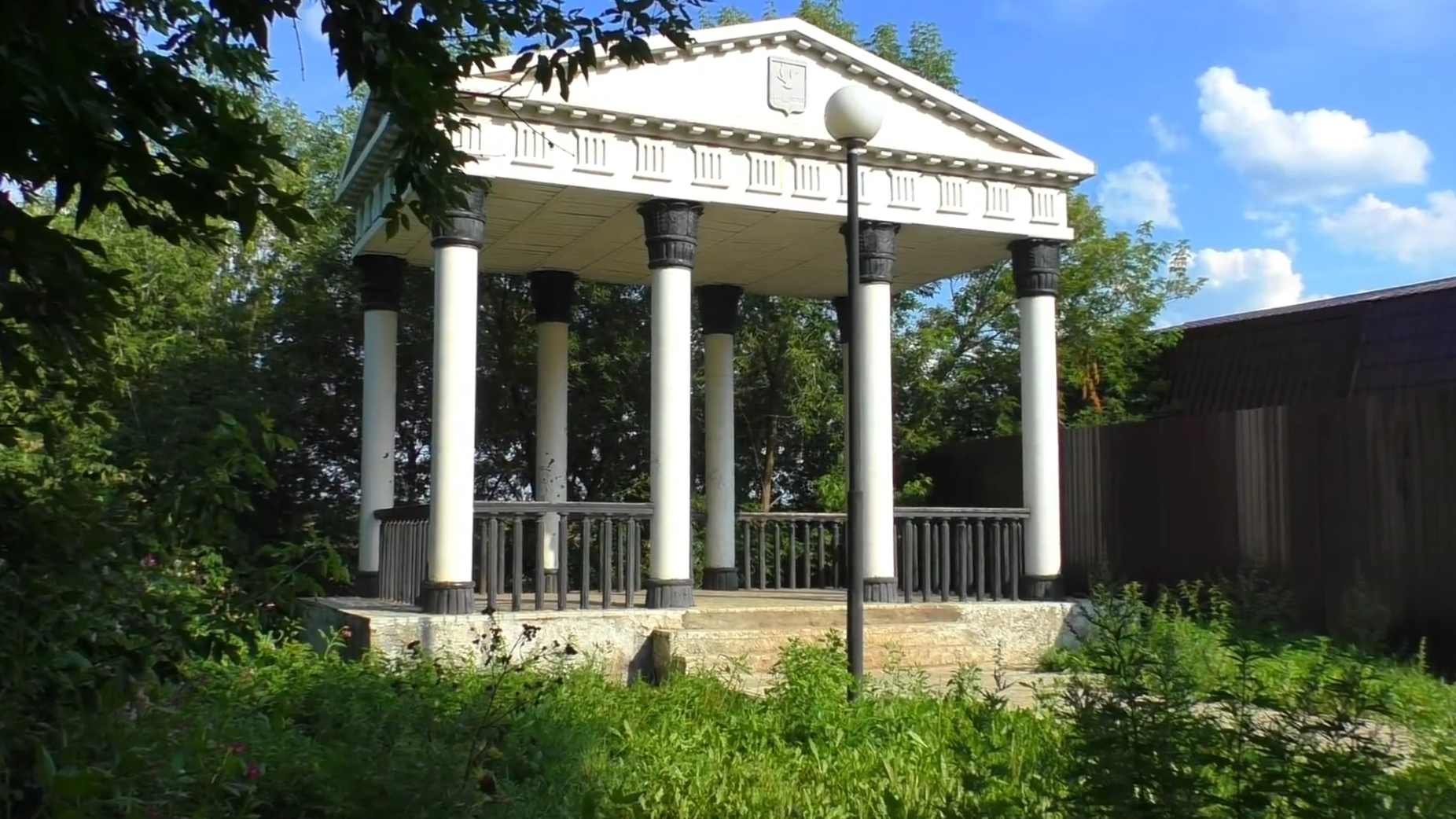
Ротонда на городской набережной

Филиал краеведческого музея находится в здании деревянной церкви святого Михаила Архангела. Здесь представлена редкая коллекцию храмовой деревянной скульптуры, одной из лучших в России и единственной в Кировской области.
Дом-музей Я. Райниса посвящен жизни и быту национального латышского поэта, который отбывал в Слободском ссылку. На первом этаже дома открылся музей романтики и жизненного пути уроженца Слободского писателя Александра Грина. Отдельная экспозиция музея рассказывает о мещанском быте слобожан XIX века.
В примыкающей к городу деревне Бакули расположен музей-усадьба академика-хирурга А. Н. Бакулева. На первом этаже музея представлена выставка посвященная крестьянскому быту XVIII—XIX веков. Её дополняют надворные крестьянские постройки, которые включают баню, сельхоз-павильон и кузницу. Мемориальный зал музея рассказывает об истории медицинского дела в Слободском в разные годы и о знаменитых медицинских работниках города. Музей был внесен в каталог Гарвардского Университета США «Музеи медицины мира».
В городе традиционно проводятся Бакулевские чтения, в которых принимают участие видные ученые, хирурги, медицинские работники России, а почетными гостями являются потомки выдающегося хирурга А. Н. Бакулева. На первой конференции, состоявшейся в 2000 году, в числе делегатов присутствовал всемирно известный московский кардиохирург Лео Антонович Бокерия.
Готовится к открытию музей и выставочный центр в неоготическом здании водонапорной башни. В 2022 году башня была выкуплена кировским активистом. Сейчас волонтеры работают над реставрацией помещений, в здании проводятся чтение лекций и иные культурные мероприятия.
Также в городе работает музей «Назад в СССР», где представлены различные артефакты советской эпохи.

## Население
На 1 января 2025 года по численности населения город находился на 519-м месте из 1124 городов Российской Федерации.
Национальный состав

Более 83 % населения города Слободского и Слободского района — русские. Остальную часть населения составляют удмурты, татары и другие народы.
| 1856    | 1862    | 1897    | 1913    | 1914    | 1918    | 1926    | 1931    | 1959    | 1967    | 1970    | 1979    |
| ------- | ------- | ------- | ------- | ------- | ------- | ------- | ------- | ------- | ------- | ------- | ------- |
| 5900    | ↗6198   | ↗10 100 | ↗11 000 | ↗12 000 | ↗14 000 | ↘10 855 | ↗12 200 | ↗30 836 | ↗34 000 | ↗34 374 | ↗36 881 |
| 1989    | 1992    | 2000    | 2001    | 2002    | 2003    | 2005    | 2006    | 2008    | 2009    | 2010    | 2011    |
| ↗39 249 | ↘39 200 | ↘34 600 | ↘34 400 | ↘33 477 | ↗33 500 | ↘32 400 | ↗35 300 | ↘34 900 | ↘34 649 | ↘33 981 | ↘33 970 |
| 2012    | 2013    | 2014    | 2015    | 2016    | 2017    | 2018    | 2019    | 2020    | 2021    |         |         |
| ↘33 845 | ↘33 583 | ↘33 490 | ↘33 449 | ↘33 334 | ↘33 115 | ↘32 793 | ↘32 382 | ↘31 890 | ↘29 148 |         |         |

## Органы местного самоуправления
В рамках организации местного самоуправления город Слободской вместе с 4 подчинёнными сельскими населёнными пунктами образует одноимённый городской округ.
В структуру органов местного самоуправления города (городского округа) входят городская дума, администрация и глава города.
Главой города Слободского является Желвакова Ирина Викторовна.

## Символика
Исторический и современный гербы Слободского
Исторический герб города был утвержден Екатериной II в 1781 году. Он представляет собой две скрещённые рыболовные верши из золотых прутьев на червленом каркасе, перевитые червлённой лентой. В 2005 году герб был восстановлен.

## Промышленность

### Действующие предприятия

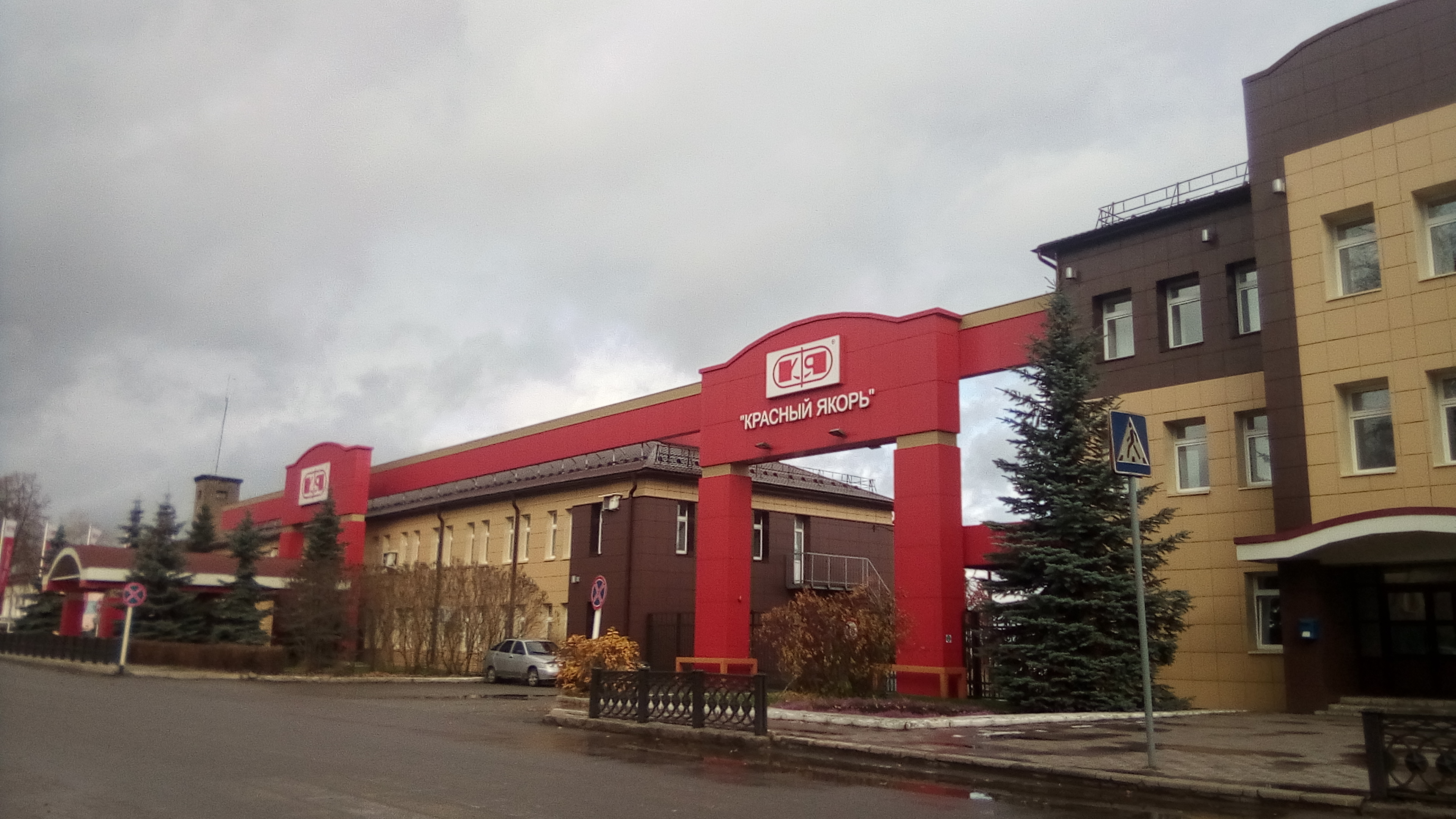
Фанерный комбинат «Красный якорь»

- Фанерный комбинат «Красный якорь»;
- Макаронный-кондитерский комбинат;
- ОАО «Слободской мясокомбинат»;
- ОАО «Слободской машиностроительный завод»;
- Спичечная фабрика «Белка-Фаворит»;
- Завод по переработке древесины «Алмис».

## Транспорт
Внешние транспортные связи осуществляются железнодорожным и автомобильным транспортом. К городу подходит тупиковая железнодорожная линия от станции Гирсово на магистральном направлении Киров — Котлас. Через Слободской проходит автомобильная дорога Санкт-Петербург — Екатеринбург.
В городе действуют два предприятия, осуществляющие пассажирские перевозки по городу и району:
- МУП «Слободские пассажирские перевозки»
- ИП Зязев И. Н.

- № 1 Цех деревообработки — Первомайская ул. — Вятская ул.
- № 2 Рабочий посёлок — Красноармейская ул. — ПМК-14
- № 3 мкр. Первомайский — Луговая ул.
- № 4 Рабочий посёлок — Вятский тракт — ПМК-14
- № 5 Рабочий посёлок — д. Денисовы
- № 6 Рабочий посёлок — д. Стеклофилины
- № 7 ПМК-14 — д. Денисовы
- № 11 Цех деревообработки — Вятская ул. — Первомайская ул.
- № 20 Цех деревообработки — ПМК-14
- № 24 Слободской — Каринский перевоз

- № 100 Слободской — Вахруши
- № 101 Слободской — Слободка
- № 102 Слободской — Киров (автовокзал)
- № 103 Слободской — Волково
- № 105 Слободской — Лекма
- № 106 Слободской — Октябрьский
- № 107 Карино — Верхнее Мочагино
- № 108 Слободской — Сухоборка
- № 110 Слободской — Роговое
- № 111 Слободской — Шестаково
- № 112 Слободской — Закаринье
- № 113 Слободской — Совье
- № 115 Слободской — Роговое — Закаринье
- № 118 Слободской — Волково — Бобино
- № 119 Слободской — Бобино
- № 124 Слободской — Белая Холуница

- № 23 Рабочий посёлок — Луговая ул.
- № 25 Автостанция — Даниловское кладбище

## Образование
В городе действуют шесть учреждений среднего образования, включая гимназию, лицей и школу-интернат.
Также работают два заведения среднего профессионального образования: Колледж педагогики и социальных отношений и Технологический техникум.

## СМИ, региональные
В Слободском функционируют:
- газета «Слободские куранты»,
- газета «Центр города Слободской»,
- газета «Сорока Слободской еженедельник»,
- газета «Скат-Инфо плюс»;
- телекомпания «Скат»;
- информационный портал «Слободской 43».

## Люди, связанные с городом
- См. Категория:Персоналии:Слободской